# Бак, Перл
Перл Бак (англ. Pearl Buck, урождённая Перл Ко́мфорт Са́йденстрикер, англ. Pearl Comfort Sydenstricker; китайское имя кит. 赛珍珠, пиньинь Sài Zhēnzhū, палл. Сай Чжэньчжу; 26 июня 1892 — 6 марта 1973) — американская писательница и переводчица. Действие её произведений преимущественно разворачивается в Китае; перевела на английский язык классический китайский роман «Речные заводи» (1933). Также известна биографической прозой. Перл Бак — первая женщина-писатель из США, удостоенная Нобелевской премии по литературе (за 1938 год); и первая американка — лауреат Нобелевской премии. Ранее, в 1932 году, была удостоена Пулитцеровской премии за роман «Земля», сделавшись, таким образом, лауреатом двух престижных литературных премий подряд. Нобелевскую премию получила с формулировкой «За многогранное, поистине эпическое описание жизни китайских крестьян и за биографические шедевры». В Китае может именоваться китайской писательницей.
Перл Сайденстрикер родилась в семье пресвитерианских миссионеров в Китае, получила образование в США. Вместе с родителями жила в Чжэньцзяне, свободно владела китайским языком и некоторое время обучалась у конфуцианского учёного. После замужества в 1917 году с миссионером и экономистом Джоном Баком работала в Сучжоу и Нанкине миссионером и учителем английского языка. В 1925 году получила степень магистра английской литературы Корнеллского университета, преподавала в Нанкинском университете. Из-за необходимости содержать дочь, больную фенилкетонурией, со второй половины 1920-х годов Перл Бак занялась литературным творчеством. В 1930—1931 годах вышли два романа писательницы на тему традиционной китайской семьи, которые хорошо продавались в США. В 1932—1934 годах Перл Бак жила между Китаем и Америкой; после развода с мужем-миссионером и вторичного замужества с редактором и издателем Ричардом Уолшем, окончательно обосновалась в США. До конца 1940-х годов Перл Бак стабильно публиковала по роману в год (общее число её книг превышает 70), получила известность как активист женского движения, борьбы за права угнетаемых меньшинств и международного усыновления: сама писательница в браке с Р. Уолшем имела восьмерых приёмных детей. После 1950 года Перл Бак практически не занималась политической деятельностью, хотя до конца жизни активно публиковала коммерческие романы и драматургические произведения. Пять романов о жизни в Америке опубликовала под мужским псевдонимом «Джон Седжес».
Получение Перл Бак Нобелевской премии было воспринято неоднозначно, её критиковали за «ориентализм» и «европоцентризм», как в США, так и в СССР и Китае. Впоследствии в литературоведении состоялось её «переоткрытие» как писательницы, которая последовательно раскрывала гендерную тематику в своём творчестве, а также заложила новую литературную традицию в изображении китайских крестьян. В 1973 году введена в Национальный зал славы женщин.

## Биография

### Китайские годы (1892—1932)

#### Детство

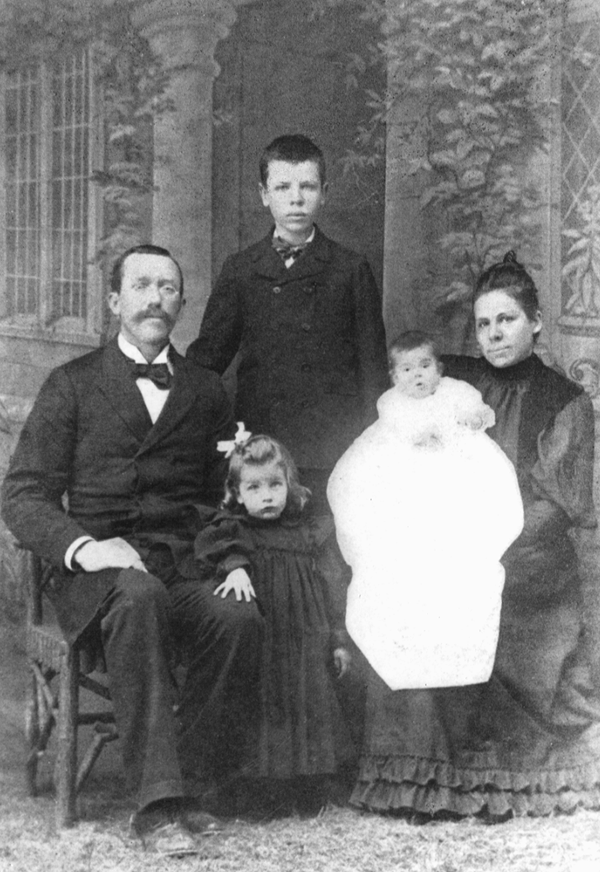
Семейство Сайденстрикеров в 1895 году. На фото Авессалом, Кэролайн (на руках у неё новорождённый сын Клайд), старший сын Сайденстрикер, Эдгар, дочь Перл

Мать будущей писательницы — Кэролайн Мод (урождённая Сталтинг) — происходила от голландских эмигрантов из Утрехта, чьи предки обосновались в долине Шенандоа за десять лет до гражданской войны в США. Она была начитанной, обладала способностями к музыке, хорошо играла на фортепиано и органе, и два года проучилась в семинарии в Луисвилле. Она отправилась вслед за мужем-миссионером в Китай, вообще не имея представления об этой стране. Отец — Авессалом Сайденстрикер — происходил из семьи немецких эмигрантов, в которой шестеро братьев стали священниками. Он принадлежал American Southern Presbyterian Mission и прибыл с женой в Шанхай в 1880 году. Впоследствии он убедил совет миссии направить его в одиночку в Чжэцзян, а семья ожидала его на станции. Местное население враждебно относилось к миссионерам; за первые десять лет работы в Китае Авессалом крестил всего десять китайцев. Семейная легенда гласила, что во время летней засухи 1889 года их даже хотели принести в жертву местным богам. Перл Сайденстрикер была пятым ребёнком в семье её родителей, но её старшие сёстры Эдит и Мод, и брат Артур умерли от эпидемических заболеваний; причём Артур — всего лишь за день до возвращения отца из миссии. Самый старший из братьев Эдгар жил и учился в Америке. После очередной беременности Кэролайн семья решила поехать к ней на малую родину в Хилсборо в штате Западная Вирджиния. Там 26 июня 1892 года родилась дочь, которой дали имя Перл Комфорт. Поскольку отпуск Авессалома был выписан всего на 12 месяцев, он принудил жену с младенцем вернуться в новую миссию в Цинцзянпу.
Первым языком Перл был китайский и, по собственным воспоминаниям, она осознала свою культурную двойственность в возрасте четырёх с половиной лет, когда её китайская нянька Ван (дочь разорившегося купца из Янчжоу) стала прятать её золотистые локоны под шапку, «потому что цвет настоящих человеческих волос — чёрный». При этом ама Ван была, согласно тем же воспоминаниям, «единственным человеком в семье, который обнимал её или брал на колени ради ощущения душевного тепла». Первые уроки чтения — китайских романов, в том числе «Сна в красном тереме», — преподал ей повар-китаец. Отца никогда не бывало дома, а если он возвращался, то был эмоционально отстранён. Мать была по образованию школьной учительницей, сама издавала еженедельную миссионерскую газету и с семилетнего возраста стала обучать дочь. Перл читала Эдгара По, Диккенса, Теккерея и Вальтера Скотта, нравился ей и Плутарх; училась рисованию, пению и игре на скрипке. В 1894 году, когда мать находилась на восьмом месяце беременности, семья переехала, причём Кэролайн пришлось рожать сына в отсутствие мужа. Это чрезвычайно обострило отношения Сайденстрикеров; Авессалому пришлось вернуть семью в Цинцзянпу. После начала японо-китайской войны враждебность к иностранцам сильно возросла. В январе 1896 года Авессалома Сайденстрикера перевели с семьёй в Чжэньцзян, но глава семьи предпочитал проповедовать в сельских районах, бросив жену с детьми. Если он был дома, то занимался переводом Нового Завета на китайский язык, который печатал и распространял за собственный счёт. Только в 1897 году удалось провести лето в горной местности в Гулине в горах Лушань, где был мягкий климат. В январе 1899 года Перл и её младший брат Клайд заболели дифтерией, младший брат умер; мать при этом была на пятом месяце беременности. Авессалома вновь не было дома; на похоронах Кэролайн резко ответила миссионерам, которые утешали её. 12 мая 1899 года родилась младшая сестра Перл — Грейс Кэролайн, но её мать была поражена родильной горячкой. Ей удалось выжить, и во время выздоровления она описывала дочери Виргинию как воплощение земного рая.

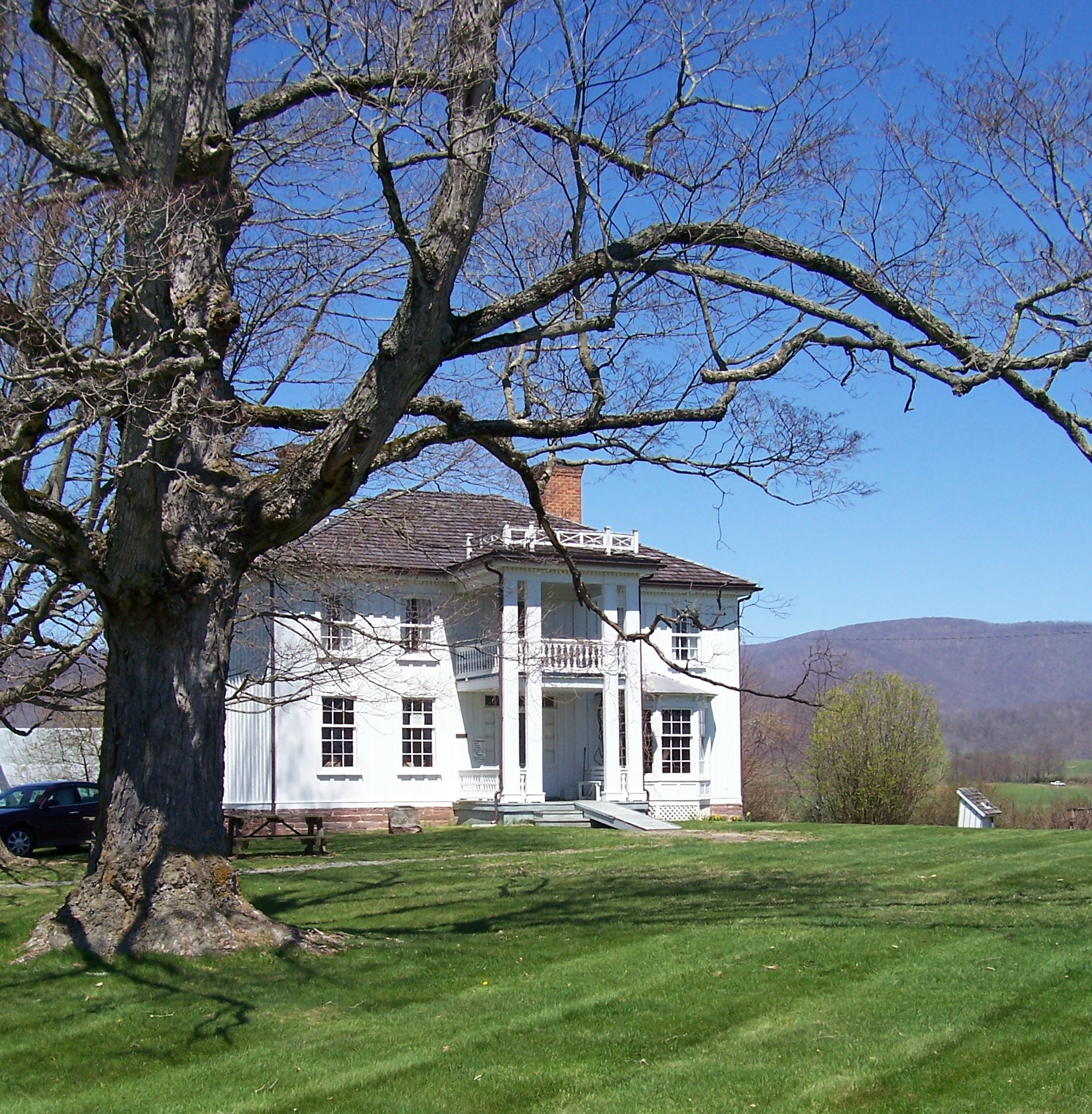
Дом Сталтингов в Хилборо, ныне музей

В 1899 году Перл отдали в миссионерскую школу, которую она посещала вместе с ученицами-китаянками, и играла с сыном миссионера-соседа Джеймсом Бэром, который научил её курить. Перл также помогала ухаживать за Грейс, которую вскормили консервированным молоком; младшая сестра была болезненной. После возвращения в Чжэньцзян, до города докатилось Ихэтуаньское восстание; американские власти эвакуировали миссионеров на канонерской лодке в Шанхай. Авессалом в одиночку вернулся проповедовать; в октябре 1900 года он был переведён во вновь основанную North Kiangsu Presbyterian Mission. Только 8 июля 1901 года семейство отплыло в Сан-Франциско, откуда трансконтинентальной железной дорогой вернулось в Виргинию. Девятилетняя Перл, попав в Хилборо, впервые стала общаться со сверстницей-американкой — Грейс Сталтинг, дочерью дяди. Для юной Перл пребывание в Америке обернулось разочарованием, поскольку действительность фермы, населённой семейством голландцев-кальвинистов, мало походила на сказку; родственники были шокированы, узнав, что кузина и племянница не умеет шить, убираться и мыть посуду. Не испытывала девочка и особой религиозности, хотя и посещала богослужения, «как все». Известия об убийстве президента Маккинли вызвали у Перл истерику, поскольку она сочла, что и в Америке начнётся восстание наподобие Ихэтуаньского. Осенью 1902 года семья миссионера вновь вернулась в Чжэньцзян.

#### Школа в Китае

Семейство Сайденстрикеров в 1901 году. Перл — слева, Авессалом, Кэролайн с маленькой Грейс, позади ама Ван

После возвращения в Китай десятилетнюю Перл стали привлекать к делам миссионерской станции; в автобиографии она описывала нетерпимость Авессалома Сайденстрикера и бесконечные споры из-за скудного жалованья и права китайцев на образование (начальство считало, что «туземцы» опасны). Вдобавок, на участке Сайденстрикеров действовал миссионер-баптист, который «отбивал» паству. В частности, практикуемое баптистами полное погружение в воду при крещении больше нравилось китайцам, которые считали, что в буквальном смысле смывают свои грехи. Неприятности по службе переносились и на дом; 11-летняя Перл многократно ссорилась с отцом, который практиковал телесные наказания. Тем не менее, она охотно обучалась у отца латыни, и он привил ей понимание невозможности глубоко постичь дух китайцев без полного усвоения народного языка. Осенью 1902 года для Перл наняли китайского учителя, господина Куна, что было со стороны её родителей своего рода «бравадой» перед миссионерским сообществом. Кун был пекинским учёным-конфуцианцем, бежавшим на Юг после того, как немецкие солдаты разорили его дом. В следующие три года Перл каждый день по два часа осваивала каллиграфию и упражнялась в разговорном пекинском диалекте, а также заучивала «Четверокнижие». Родителям не нравилось её увлечение беллетристикой (учитель Кун также считал, что романы — это «пустая трата времени»), но Перл продолжала читать Шекспира и открыла для себя Марка Твена, которого сочла «скучным», ибо то, что он описывал, не соотносилось с её жизненным опытом. Главным писателем в её жизни навсегда остался Диккенс, и в течение многих лет она ежегодно перечитывала его собрание сочинений. Осенью 1905 года учитель Кун умер во время холерной эпидемии, а няню Ван с трудом выходила Кэролайн Сайденстрикер.

12-летняя Перл Сайденстрикер (справа) на уроке гигиены в миссионерской школе. У её ног сестра Грейс

Поскольку родители считали, что 13-летняя Перл слишком «окитаилась», её отправили в группу дочерей миссионеров, которые дистанционно — по переписке — обучались в школе Калверта в Балтиморе. Занятиями руководила Кэролайн, в программу входили история, география, Священное Писание, английский язык, математика, рисование, музыка и обязательная гимнастика. Кроме того, Перл три раза в неделю посещала уроки в методистской школе для китайских девочек мисс Робинсон. Зимой 1906—1907 года низовья Янцзы были поражены сильным наводнением, за которым последовал голод. Авессалом и Кэролайн помогали голодающим, но беженцы однажды попытались сжечь дом миссионеров, которых обвинили в гневе Небес. Далее встал вопрос о дальнейшем образовании Перл, на которое не было денег (жалованье миссионера составляло 800 долларов в год). Осенью 1909 года её отправили в Шанхай в пансион, который содержали две мисс Джуэлл; царящие там порядки Перл сравнивала с прочитанным в романе «Джейн Эйр». Однако именно в школе впервые проявился её литературный дар, она опубликовала своё первое стихотворение в газете «Shanghai Mercury», постепенно стала её постоянным автором. Призы за лучшее сочинение стали настолько обычными для неё, что она воспринимала это как способ заработка на карманные расходы. В школе она испытала первую детскую влюблённость в одноклассника-евразийца — сына миссионера и китаянки, — его историю она полвека спустя использовала в романе «Письмо из Пекина». Это не могло не привести к конфликту с дирекцией. Вдобавок, мисс Джуэлл принадлежали к пятидесятникам, а когда Перл высмеяла «говорение на языках», объявили её «еретичкой». В результате даже её соседки по комнате проголосовали, чтобы Перл переселили на чердак. Для «исправления» директор Джуэлл привлекла Перл на работу в благотворительной миссии с китайскими женщинами, выкупленными из рабства или публичного дома. Поскольку она единственная свободно владела китайским языком, услышанное и увиденное её потрясло. Кэролайн поспешила забрать дочь из школы.

#### Высшее образование
В 1910 году Авессалом согласился дать дочери высшее образование на родине. Родители избрали для неё Женский колледж Рэндольфа — Мэйкона в Линчберге и даже решили сопровождать её отъезд всей семьёй. Путь в США проходил через Европу: добравшись до Харбина, Сайденстрикеры Транссибирской дорогой добрались до Москвы (вызвавшей негативную реакцию у Перл), а далее через Варшаву и Берлин приехали в Невшатель, где остановились на месяц. Авессалом хотел пообщаться с «подлинными кальвинистами», а Перл улучшала знание французского языка. После окончания отпуска, они пробыли всего один день в Париже (Авессалом был возмущён обнажёнными статуями на вокзале) и ещё неделю в Лондоне по делам China Inland Mission. Далее трансатлантическим лайнером все отправились в Нью-Йорк. В колледж Перл прибыла осенью 1910 года, по собственным словам, «с открытым сердцем и слишком зрелым для своих лет умом».

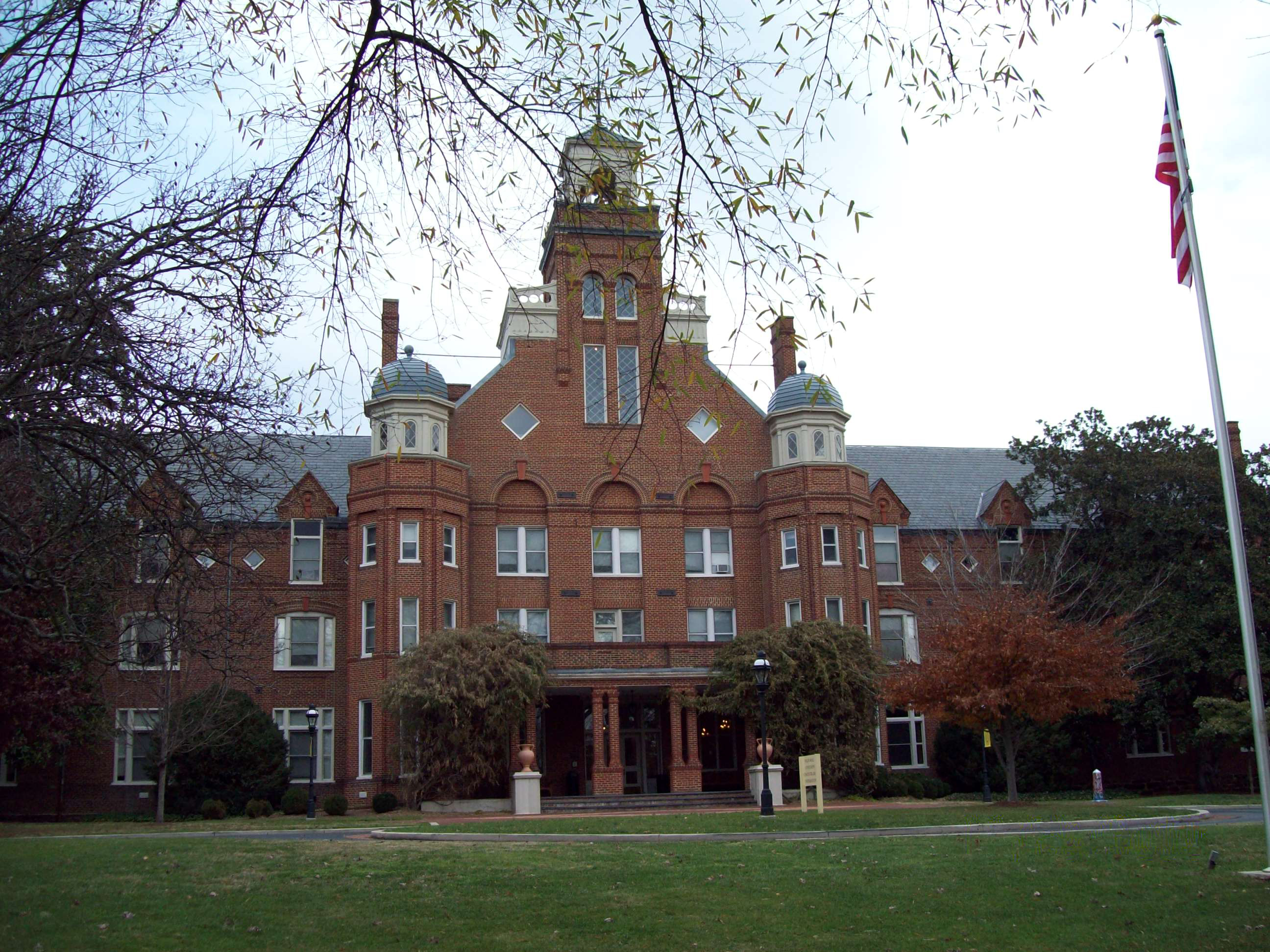
Здание Рэндольф-колледжа, где обучалась Перл Бак. Фото 2008 года

Социализация проходила с трудом: сокурсницы возмущали Перл своим расизмом, она не вписывалась в компанию девушек, выросших в квазиаристократическом обществе американского Юга, была одета по давно устаревшей моде, не понимала «элементарных» в этом кругу этикетных условностей. Жизнь в колледже мало отличалась от монастырской: девушек учили быть хорошими хозяйками и матерями, чрезмерная образованность и начитанность не поощрялись; в интеллектуальном отношении Перл мало что приобрела по сравнению с усвоенным в Китае. Девушки редко покидали кампус, весь распорядок дня был распланирован по звонку, общение с молодыми людьми и танцы позволялись только на Рождество и Пасху. По собственным словам, Перл поставила себе задачу вписаться в новый социальный круг, и к концу первого курса ей это удалось. Во время пребывания в доме брата Эдгара на каникулах, Перл сама сшила себе новые платья (искусство кройки и шитья было тем немногим, что было вынесено ею из колледжа). Она даже научилась подражать виргинскому акценту, а чувство юмора делало её популярной в компании и на маскарадных вечерах. Она вступила в сестринство Phi Beta Kappa и престижное женское общество «Дельта Каппа». В 1913 году Перл была избрана делегатом на конференцию YMCA в Брин-Мор. Она продолжала получать награды за лучшие сочинения и стихотворения, но не прошла на выборах главы студенческого самоуправления из-за проявленной самоуверенности. Однако положение Перл Сайденстрикер осложнялось хроническим безденежьем, тогда как Авессалом был вынужден просить благотворителей платить за обучение дочери. На последнем курсе Перл переселилась в дом брата Эдгара, который тогда разводился с женой — почти немыслимый поступок в миссионерской среде того времени. Летние каникулы она проводила в Хиллборо и у родни отца, но тёплых отношений не сложилось. Единственным человеком, с которым Перл была откровенна, была её сокурсница Эмма Эдмундс, переписка с которой продолжалась более полувека.
После выпуска из колледжа в июне 1914 года (на нём присутствовали брат Эдгар и кузина Юджиния), Перл хотела остаться в США. Был шанс выиграть стипендию для обучения на психолога и остаться в колледже ассистентом. Из Китая приходили тревожные новости: после Синьхайской революции в стране началась гражданская война. Авессалом, как обычно, был погружён в дела миссии, строил новый дом и школу, ама Ван скончалась, а тон писем заболевшей матери был таков, что Перл решила вернуться. Бросив кафедру психологии в Рэндольф-колледже, в ноябре 1914 года она отплыла в Шанхай.

#### Работа в миссии. Замужество

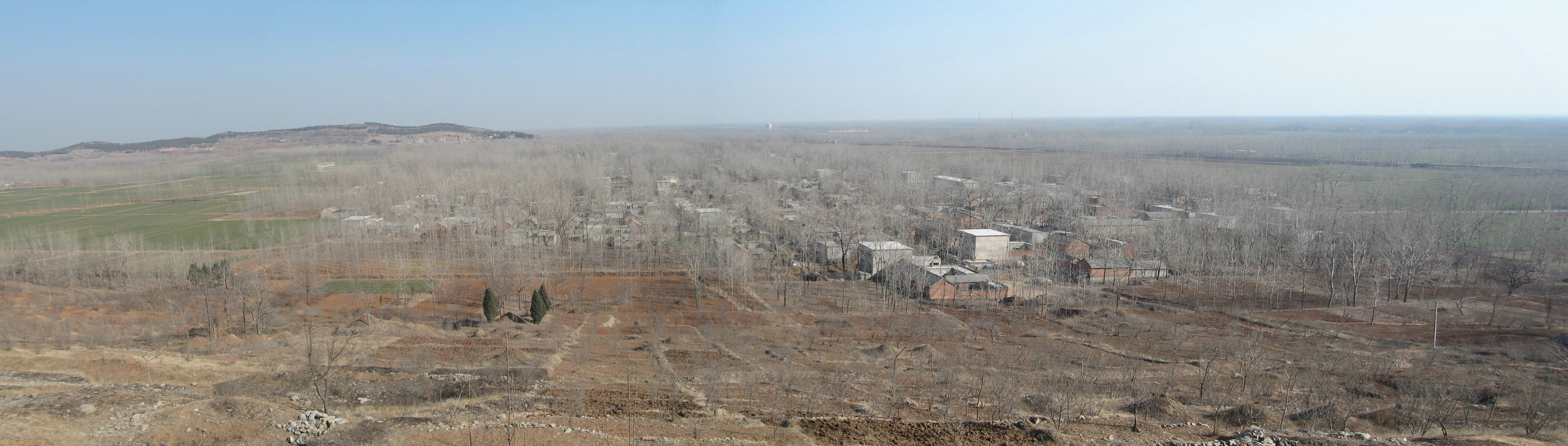
Равнинный ландшафт в уезде Сучжоу. Фото января 2009 года

Вернувшись в Чжэньцзян (в Шанхае её встречал отец), Перл Сайденстрикер деятельно включилась в работу миссии, фактически став главой семьи. Она вела хозяйство, следила за распорядком дня отца, замещала мать на уроках катехизации, если она была больна, а по воскресеньям играла на органе в церкви. Далее она взяла на себя уроки английского языка в школе для девочек, а дальше и в миссионерской школе для мальчиков. Общаясь с учениками, она стала больше понимать суть китайской революции, узнала о Сунь Ятсене. Потрясением для неё было осознание прагматического взгляда китайцев на христианскую религию. Впоследствии она утверждала, что от учеников взяла гораздо больше, чем передала им. Моды, вывезенные Перл из Америки, а также её взгляды и независимое поведение вызывали единодушное неодобрение миссионеров.

Свадебное фото 30 мая 1917 года

В конце 1915 года в Китай прибыл миссионер-экономист Джон Лоссинг Бак, который учился в Корнеллском университете вместе с Ху Ши. Они познакомились с Перл на пикнике, устроенном в Гулине (миссионерском курорте в горах Маошань), где та ухаживала за матерью. В течение 1915—1916 годов они встречались четыре или пять раз (Бак служил в Аньхое), и объявили о помолвке в январе 1917 года. Отец и мать были единодушны в неодобрении: Джон Бак был родом из семейства фермеров, казался простоватым и плохо образованным. Перл, напротив, импонировало в нём полное отсутствие фанатизма. Венчались они через месяц в миссии в Чжэньцзяне, провели два месяца в Гулине, а далее отправились на станцию Джона в Сучжоу. Первый год брака был гармоничен: Перл посвятила себя дому и мужу, привела в порядок квартиру, разбила огород, служила Джону переводчиком и печатала на машинке. Миссия существовала всего пять лет, её основатели были энергичными людьми с высшим образованием; экспериментальная ферма была зарегистрирована в Департаменте сельского хозяйства в Вашингтоне. Подругой Перл стала учительница Мэриан Гарднер.
Перл оказалась первой белой женщиной, допущенной в женские покои китайских домов Сучжоу. Она подружилась с соседкой — состоятельной вдовой по фамилии Чжан, которая была одновременно буддисткой и христианкой, приняв крещение, чтобы сделать приятное иностранцам, чьи действия всецело одобряла. Другая соседка — госпожа У — запретила бинтовать ноги своим внучкам, они стали первыми ученицами в женской школе Баков (мисс Гарднер настаивала, что девочки ничуть не уступают по уму мальчикам). Противоположностью Чжан и У была госпожа Сюй, деспотичный матриарх, которая довела до самоубийства свою невестку. Когда Перл хотела прочитать заупокойную молитву, её прогнали. Свои воспоминания об этом, — частью, вымышленные, — она опубликовала в 1924 году в журнале «Atlantic Monthly». В 1918 году Лоссинг и Перл смогли организовать анкетирование местных жителей и открыли сельскохозяйственную школу, число учеников в которой за два месяца возросло с двенадцати до ста. Работу приходилось осуществлять в условиях гражданской войны. В романе «Земля» Перл Бак описала двухнедельную осаду Сучжоу осенью 1918 года. Местные жители не всегда были доброжелательны: однажды повар попытался отравить миссионеров, и Перл с тех пор готовила сама. Из-за отсутствия водопровода и канализации справляться по хозяйству без прислуги было невозможно.
Поскольку Лоссинг Бак был занят делами фермы, кроме обязанностей по дому и школе, Перл и Мэриан приходилось ассистировать доктору Уилтси, жена которого только что потеряла ребёнка от менингита. Иногда приходилось делать операции или принимать роды в самых антисанитарных условиях при явном неодобрении родни. То, что впоследствии Перл Бак публиковала в своих романах или автобиографиях, сильно смягчено по сравнению с описаниями в переписке и дневнике. После замужества Мэриан Гарднер, летом 1918 года Перл в одиночку вела школу для девочек, воскресную школу, курсы катехизации для окрещённых, и даже группу для обучения молодых матерей основам гигиены и уходу за детьми. Кроме того, госпожа Сюй вместе с Перл по четыре дня в неделю наносили визиты в соседние деревни, где миссис Бак могла проповедовать и распространять пропагандистские брошюры и экземпляры Евангелия. В письме свекрови Перл писала, что иногда приходила в отчаяние от окружающей её действительности. Китайцы были безразличны к понятию греха и искупления, а однажды Перл пришла в ужас, когда девять из одиннадцати матерей в её группе признались, что как минимум однажды убили только что рождённых ими детей, задушив или бросив собакам на растерзание. 11 декабря 1918 года в Сучжоу произошло ещё одно самоубийство невестки, затравленной свекровью, причём её задушили родственники, после того как вынули из петли. Перл описала эти события спустя четыре дня в письме собственной свекрови; судя по переписке, в эти дни она испытывала глубокое потрясение. После отъезда врача Уилтси с женой в США, между Перл и Лоссингом произошла первая крупная ссора, вызванная их полным личностным несовпадением. Лето 1919 года она провела с матерью в Гулине, оставив мужа на ферме. Там оказалось, что Перл беременна, и она сильно шокировала знакомых китаянок, когда рассказала, что её муж желает рождения дочери, а не сына. Тем временем руководство миссии отказалось финансировать ферму; взамен Джону предложили кафедру агрикультуры и лесоводства в Нанкинском университете. Поскольку в Аньхое началась эпидемия, в сентябре Перл сразу эвакуировали в столицу Китая.

#### Нанкин

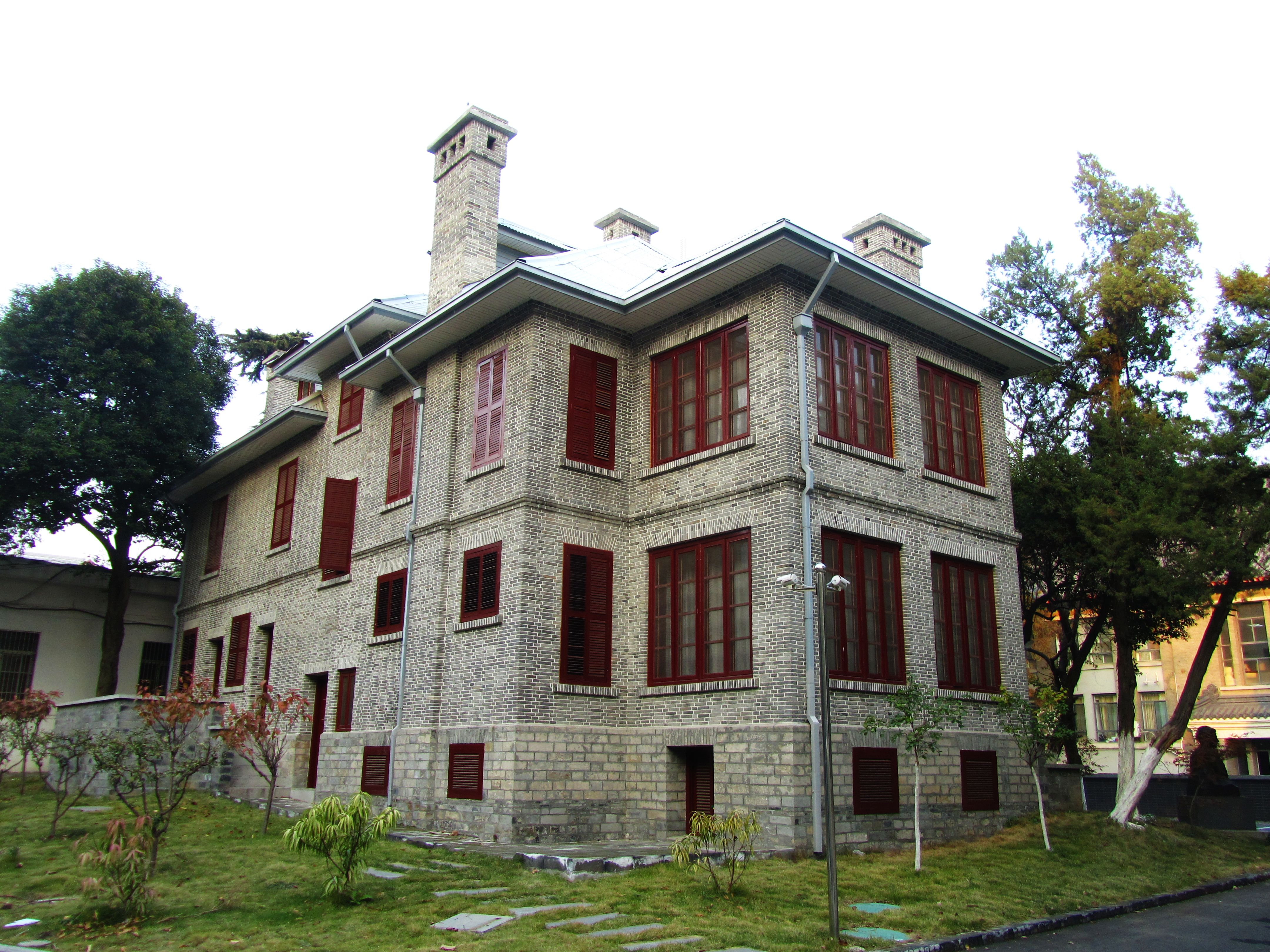
Дом-музей Перл Бак в Нанкине

20 марта 1920 года появилась на свет дочь Лоссинга и Перл, названная Кэролайн Грейс Бак. Однако лечащий врач обнаружил у Перл опухоль матки и настаивал на немедленной операции. В результате Перл и Кэролайн были срочно отправлены в Нью-Йорк. Новорождённая дочь с отцом остались на семейной ферме Баков в Плизант-Вэлли (Нью-Йорк), а Перл положили в пресвитерианскую больницу, где за ней ухаживали брат Эдгар и младшая сестра Грейс. Опухоль, прооперированная в июне, оказалась доброкачественной, но Перл больше не могла иметь детей. Осенью все вернулись в Нанкин. Неприятности на этом не закончились: мать Перл — Кэролайн — неизлечимо болела расстройством обмена веществ, и скончалась 21 октября 1921 года. В биографии матери, названной «Изгнание» (или «Чужой край»; всего к жизнеописанию Кэролайн дочь обращалась трижды) Перл утверждала, что это окончательно означало для неё разрыв с традиционной системой ценностей и пути, который был ей предначертан. Закончив рукопись «Изгнания», Перл положила её в стол, считая слишком интимной для обнародования. Умирание матери было описано и в её первом романе «Восточный ветер, западный ветер». Дела у Джона Бака обстояли значительно лучше: он был назначен исполняющим обязанности декана сельскохозяйственного факультета Нанкинского университета. В условиях, когда в Нанкине ещё не было высококлассных отелей, в доме Баков стали останавливаться американские гости, направлявшиеся в долину Янцзы или в Пекин, — учёные, писатели, путешественники и миссионеры, начавшие изучать китайский язык. Перл считала, что их дом слишком велик и некрасив; её комната была с эркером, который выходил на задний двор, засаженный бамбуком и цветами. Гостей обычно принимали на террасе наверху, откуда открывался вид на мавзолей Чжу Юаньчжана — основателя династии Мин. По хозяйству помогала сестра Грейс, которая также вышла замуж за миссионера по фамилии Яки. Её поддержка позволяла Перл преподавать английский язык, в том числе на курсах Юго-Восточного университета, куда впервые принимали девушек-студенток. Одной из ближайших подруг стала Маргарет Томпсон, которая также была женой одного из иностранных преподавателей. В доме Баков жили также друг детства Перл миссионер Джеймс Беар, его молодая жена Маргарет и даже конфидентка по колледжу Эмма Эдмундс, ныне — миссис Локк Уайт. Хватало и китайских приживалов: семья портного и даже жена бывшего садовника Баков из Сучжоу по имени Лу Сацзэ, которая голодной зимой 1922 года пришла к ним пешком и поселилась в курятнике. Со временем она стала домоправительницей и амой, а после отъезда Баков заняла то же место в семье Томпсонов.

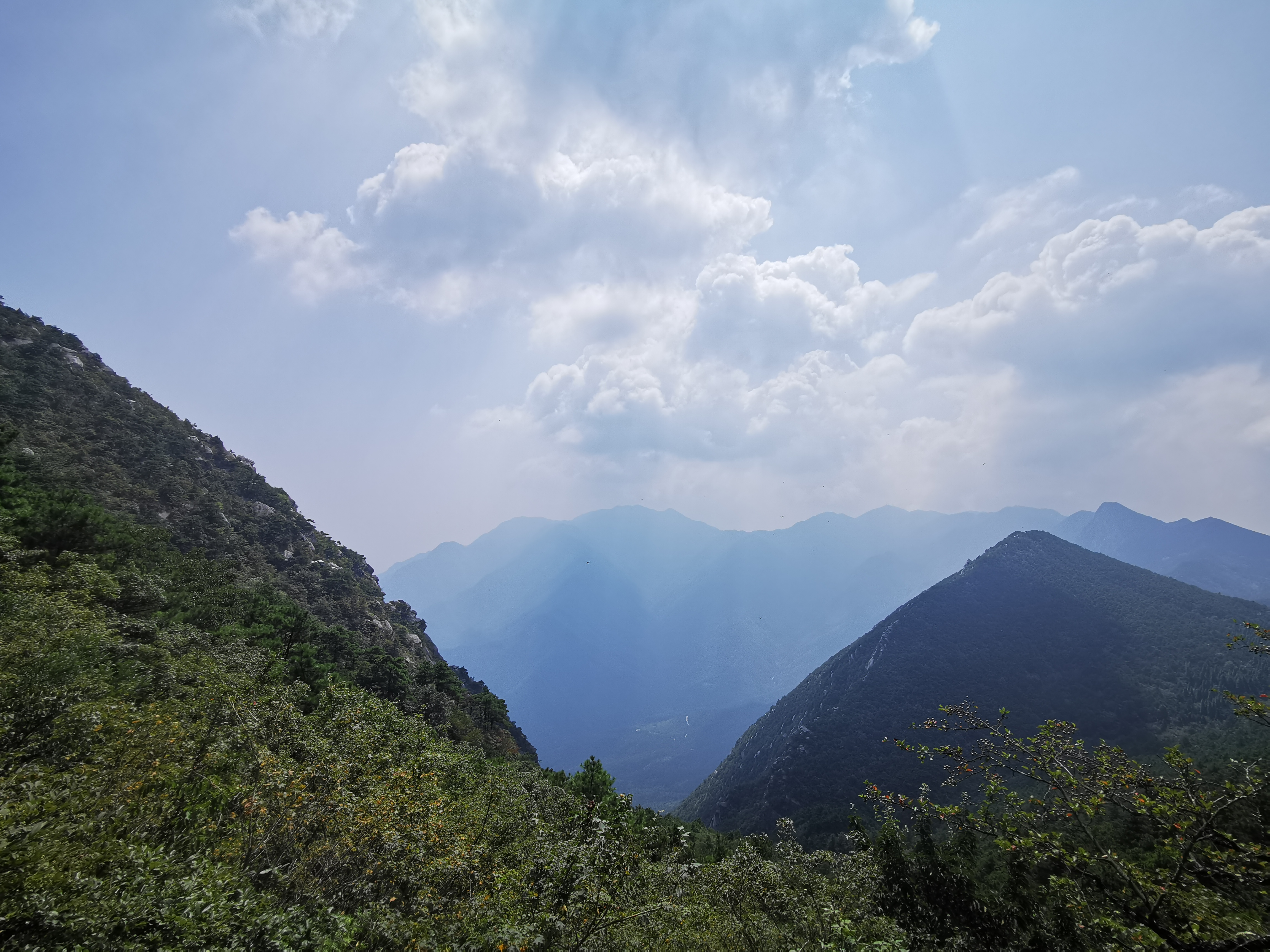
Вид на Вершину пяти старцев в горах Лушани

После голода 1921 года, свидетельницей которого она стала, Перл Бак стала испытывать потребность выразить свои впечатления в печатном виде. Она спонтанно написала очерк «И это тоже Китай» (англ. In China Too), принятый редакцией «Atlantic Monthly» и вышедший в 1924 году. Далее последовал очерк «Красота Китая», описывающий пейзажи Лушани. Первый успех направил интересы Перл Бак к писанию романа. Хотя в автобиографии она утверждала, что держала свои планы в тайне от Лоссинга, но в его письме родителям от 18 февраля 1923 года упоминается, что он очень гордился талантами жены и ожидал, когда она закончит книгу о Китае, «которая будет отличаться от всего, ранее опубликованного». В середине 1920-х годов Перл Бак переоткрыла для себя китайские романы и стала рассматривать их как выражение национального духа, активно поддерживала «литературную революцию». Более того, первые художественные опыты Перл Бак оказалось легче осуществлять на байхуа, а не на английском. Первый её рассказ «Цепкость древности» (англ. The Clutch of the Ancients) был опубликован в газете «Chinese Recorder» как «перевод с китайского».

#### Ситуация в семье. Корнеллский университет

Семейное фото 1924 года

Первые литературные успехи Перл Бак сопровождались отчуждением супругов друг от друга. Джон Бак получал большое финансирование от британских и американских деловых кругов, поддерживался пришедшим к власти Гоминьданом, но мало внимания уделял жене. По воспоминаниям Берты Рейснер, у них полностью отсутствовало взаимопонимание и интерес к делам друг друга. Она замкнулась в себе, сильно прибавила в весе и перестала заботиться о своей внешности. В апреле 1923 года после отставки к дочери переехал одинокий Авессалом Сайденстрикер, который и не думал скрывать недовольства зятем. Былые разногласия отца и дочери отступили на второй план, ибо Авессалом стал ей старшим другом, с которым они могли говорить по-китайски о любимых книгах. Вскоре стали очевидными проблемы со здоровьем единственной дочери Кэрол Бак, умственное и социальное развитие которой явно затормозилось; кроме того, она страдала экземами. Джон Бак попытался в 1924 году отправить жену и дочь в Бэйдайхэ, где был проведён консилиум европейцев-педиатров. Они не смогли поставить диагноза, но настаивали на обследовании в США. Летом 1924 года Лоссинг Бак отправился с семьёй в Корнеллский университет для получения степени магистра экономики. Перл и Кэрол посетили несколько медицинских центров. Наконец, в клинике Майо Перл Бак была поставлена перед фактом: её дочь физически развита хорошо, но страдает умственной отсталостью по неизвестной причине. Точный диагноз был подтверждён только четверть века спустя — фенилкетонурия.
Чтобы отвлечься от ситуации, Перл поручила соседу-фермеру приглядывать за Кэрол и поступила в магистратуру по английской литературе. Домашние задания она делала по ночам, поскольку жизненный цикл миссис Бак был всецело подчинён жизни дочери. Врач предложил удочерить «сестру», которая могла бы стимулировать развитие Кэролайн. Джон Лоссинг согласился на удочерение девочки из церковного пресвитерианского приюта. Перл могла выбирать из двадцати младенцев и остановилась на наиболее истощённом, который неделями лежал на одном боку и не поправился ни на фунт от самого рождения. Её крестили именем Дженис и Перл удалось её выходить. Поскольку жалованье мужа было невелико, Перл, помимо всех домашних обязанностей и учёбы, вновь взялась на перо, поскольку журнал «Азия» предложил ей гонорар в 100 долларов — вполне достойная по тем временам сумма (1500 долларов в ценах 2020 года). Также она попыталась выиграть премию в 250 долларов (3740 в ценах 2020 года) за лучший очерк по истории человеческого прогресса. Результатом стала академически выверенная по стилю статья «Китай и Запад», в которой Перл Бак выдвинула крайне жёсткие тезисы о связи миссионерских неудач с империалистической и расистской внешней политикой США. Статья удостоилась приза имени Лоры Мессенджер. Осенью 1925 года, после того, как Джон и Перл получили свои дипломы магистров (он — по экономике, она — по литературе), семья вернулась в Нанкин.

#### Революция в Китае

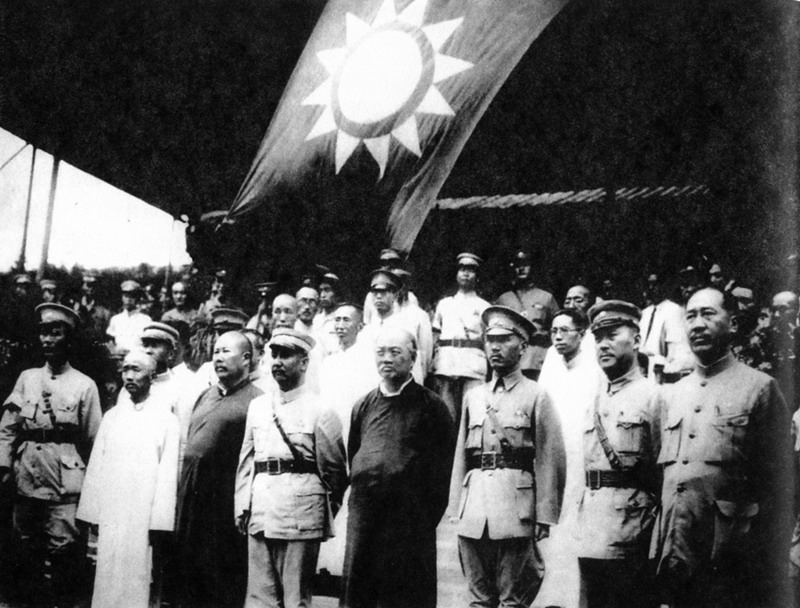
Руководители Северного похода в 1928 году

Семейство Баков вернулось в страну, находящуюся на грани революции. В марте 1925 года скончался Сунь Ятсен, не достигший соглашения с милитаристами; руководство Гоминьдана планировало Северный поход. Нанкин был резиденцией генерала Сунь Чуаньфана. Впрочем, на жизни в университете это сказывалось мало: Перл преподавала в двух вузах и женском училище и писала в автобиографии, что радовалась возвращению в общество китайцев, которых понимала лучше, чем американцев. Летом 1926 года после похода Национально-революционной армии начался исход иностранцев из города, но Джон и Перл остались, и даже не поехали в Гулин. Лоссинг занимался подготовкой своей первой монографии «Крестьянское хозяйство»; Перл опубликовала очередной рассказ «Крестьянин Лао Ван» и размышляла о работе в крупной форме. В феврале 1927 года приехала сестра Перл — Грейс Яки с ребёнком, которая три года провела с мужем в Хунани. Она привезла известия о закрытии школ, массовых манифестациях и погромах китайцев, уличённых в связи с «иностранными империалистами». В Юго-Восточном университете также были изобличены несколько «революционеров» из числа студентов, чьи отрубленные головы были помещены у городских врат на всеобщее обозрение. Когда 21 марта войска Чан Кайши подошли к городу, консул США предупредил граждан своей страны об эвакуации, но все остались, потому что Авессалом упрямился и в последний момент заболел. 24 марта после взятия города начались массовые убийства, был застрелен помощник ректора Нанкинского университета Джек Уильямс, убиты несколько католических священников и врачей. Баков приютила их старая знакомая Лу Сацзэ, а затем их перевели в здание университета. 25 марта 1927 года уцелевших миссионеров спасли американские морские пехотинцы и приютили на борту эсминца, где обильно накормили мясом и хлебом, вызвав желудочное расстройство. Перл Бак по пути в Шанхай спасала свою психику чтением «Моби Дика». У семьи осталось только то, что на них надето, а Лоссинг чудом сохранил портфель с рукописью «Крестьянского хозяйства»; остальные рукописи и накопленная за десятилетие библиотека погибла вместе со всем имуществом.

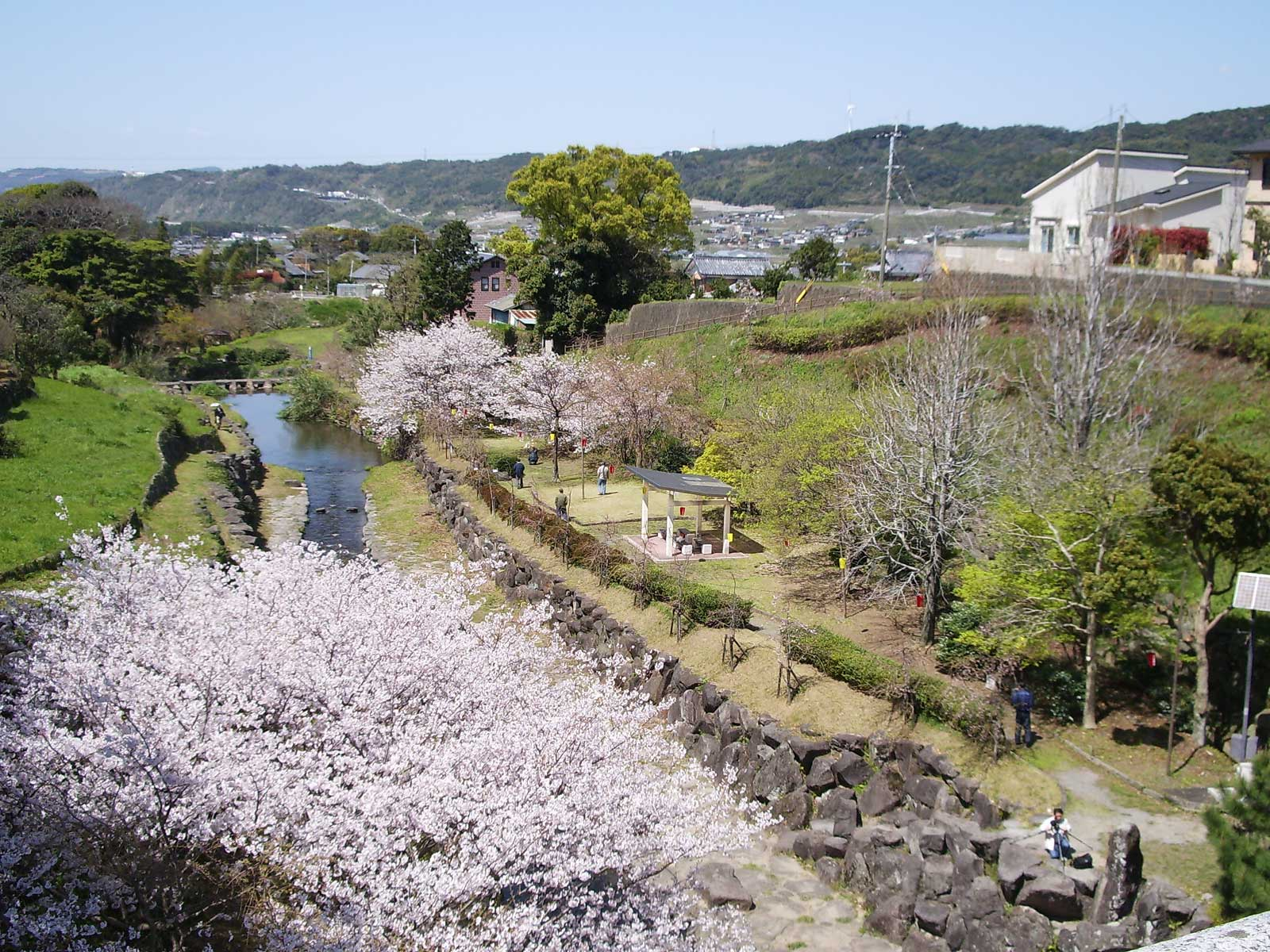
Цветение сакуры в Ундзэне

После десяти дней, проведённых во временном убежище в Шанхае, получив ссуду от руководства миссии, семья отправилась в Нагасаки, где все разъехались. Авессалом нанялся инспектировать миссионеров в Корее, Грейс с новорождённой дочерью отправилась в Кобе, где имелся врач-европеец. Джон снял домик на курорте Ундзэн, куда потом заселились и Томпсоны, а затем и семья Грейс; всего девять человек. Хотя были дни цветения сакуры, в доме было очень холодно. Средства позволяли вернуться к научной и литературной работе (Джона запрещалось беспокоить между 08:00—12:00 и 13:00—17:00), питаясь рисом и рыбой. В апреле к ним нежданно присоединилась старая приживалка Лу Сацзэ, которая уцелела в Нанкине и незаконно добралась до Японии, где её в течение недели три раза арестовывали за бродяжничество и отсутствие паспорта. Госпожа Лу упрямо считала, что прислуживать Перл — её долг. Не выдержав шума и гама, Перл с дочерьми совершила «побег», отправившись в спонтанную поездку по японским железным дорогам и позже утверждала, что не могла положительно объяснить своего поступка.
Осенью 1927 года Джон и Перл с детьми вернулись в Шанхай и арендовали дом во французской концессии, который делили с семьями Грейс Яки и Лиллиан Бейтс. Вернувшийся Авессалом жил на половине Грейс, потому что поссорился с Джоном Лоссингом. Последний был полон надежд основать автономную китайскую церковь, базой для которой послужит Американское фермерское бюро. Сама Перл была подавлена и хотела уехать из Китая. Годичное пребывание в Шанхае позволило Перл заняться дочерью Кэрол, попытаться развивать её или, по крайней мере, определить функционирование её сознания. Власть Гоминьдана повергла её в пессимизм, она считала, что Чан Кайши не годится на роль главы государства. Утешение приносила литература: любимыми новыми писателями Перл Бак стали Лу Синь, Го Можо, Дин Лин. Она не пыталась заводить литературных знакомств, хотя виделась один раз с Сюй Чжимо во время его пребывания в Шанхае, он послужил прототипом для мужа героини новеллы «Говорит китаянка» (A Chinese Woman Speaks). В своих мемуарах она называла его «китайским Шелли» и отзывалась пренебрежительно; сам он едва ли обратил внимание на жену миссионера, существующую на периферии тогдашней литературной жизни. Единственным положительным моментом этой зимы Перл называла то, что в свои 35 лет без всяких дополнительных усилий похудела на 45 фунтов (20 кг) и стала выглядеть привлекательнее.

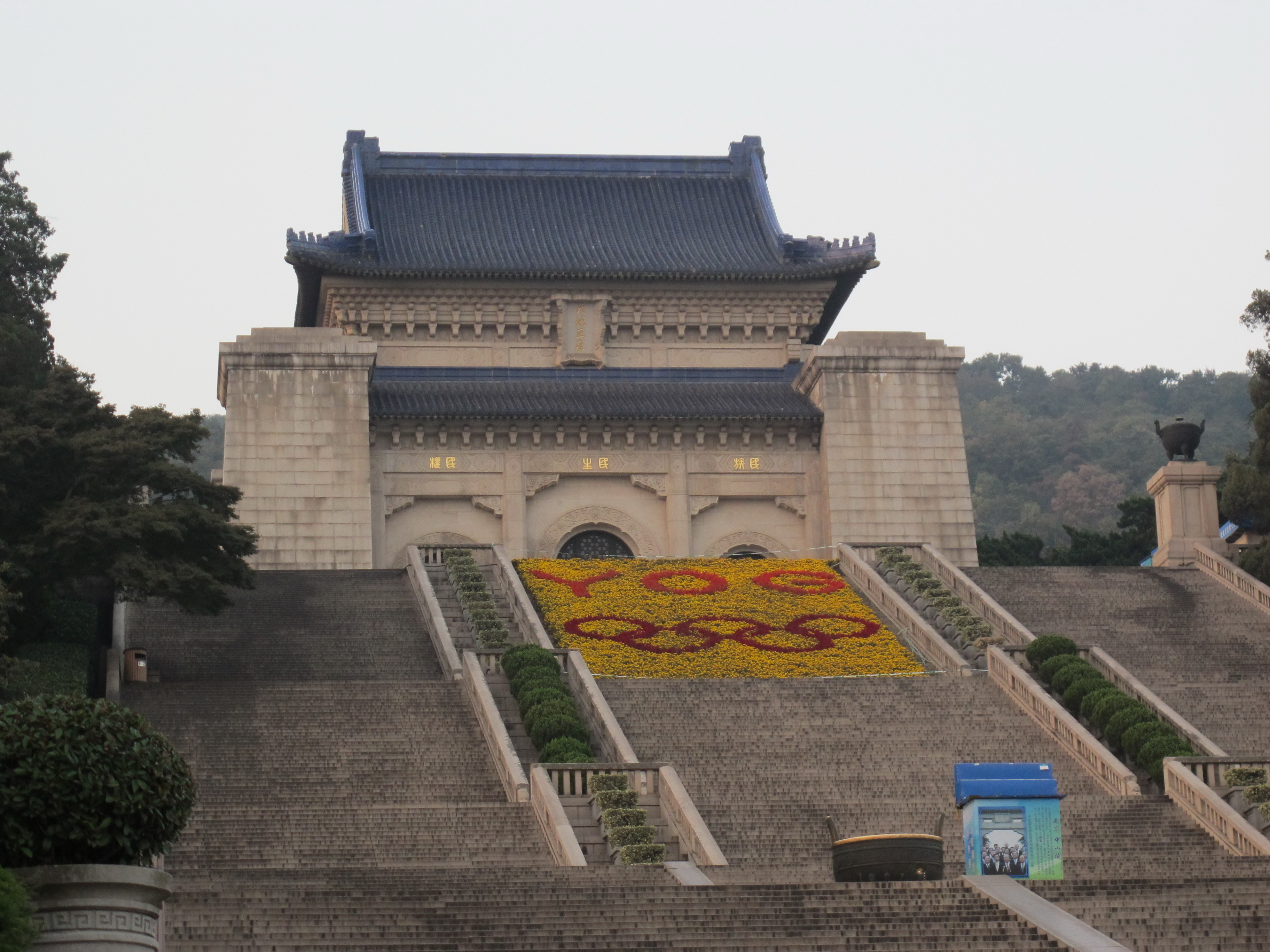
Мавзолей Сунь Ятсена

В июле 1928 года семейство Баков вернулось в Нанкин и они стали первыми белыми, которые обосновались в новой столице Китайской республики. Разгромленный дом пришлось отстраивать заново; Перл сделалась чувствительной к появлению незнакомцев и громким голосам. Положение в столице было неустойчивым, Бак опасался нового восстания. 1 июня 1929 года они были в числе иностранных гостей на официальных похоронах Сунь Ятсена в специально построенном мавзолее; Перл Бак утверждала, что после окончания церемонии встречалась с Чан Кайши. Отчёт об этом был отправлен ею в совет миссии. Через несколько недель семья отплыла в США, поскольку Джона пригласили в Институт тихоокеанских исследований, через который Департамент сельского хозяйства на средства Рокфеллеров намеревался осуществить комплексное исследование китайской агрикультуры. Перл решила воспользоваться возможностью приискать приют для умственно неполноценной дочери, поскольку у неё не было собственной семьи, а родственники Джона не хотели связываться с Кэрол. Посещение заведений для детей с отклонениями в развитии повергло Перл в ужас, который она выразила в 1950 году в романе «Ребёнок, которое никогда не вырастет». Наконец, Перл Бак нашла заведение доктора Джонстона, которому она доверилась. Закрытый пансионат-лечебница «Винланд» для детей с родовыми травмами (особенно ДЦП), располагался в Нью-Джерси. Персонал здесь был добр к своим подопечным и ко всем, даже необучаемым, подходили индивидуально и обеспечивали необходимую степень свободы. В сентябре 1929 года она впервые рассталась с Кэрол, которой был предоставлен пробный месяц. Джон Лоссинг при этом настаивал на возвращении в Китай, что усугубляло моральный конфликт Перл. Вдобавок, дочь нужно было содержать: Перл сумела получить заём в 2000 долларов от совета пресвитерианской миссии в Нью-Йорке, чего должно было хватить на два года. Средств вернуть заём или хотя бы платить по процентам у неё не было, хотя совет предложил ей 500 долларов гонорара за детскую книгу о миссионерах.

#### Начало профессиональной карьеры писателя
В январе 1930 года Перл Бак в последний раз вернулась в нанкинский дом. Единственной возможностью заработать для неё была литература, и она почти немедленно приступила к написанию романа «Земля», историю крестьянина, выжившего во время голода, и который стремился вернуться в родную деревню. Сюжет и герои восходили к многочисленным воспоминаниям времён жизни в Сучжоу. Перл Бак считала, что опубликованные в то время произведения Лао Шэ и Лу Синя отражают точку зрения горожан и традиционное презрение образованного сословия к крестьянам. Образы и сюжеты уже отрабатывались Перл в опубликованном двумя годами ранее рассказе «Крестьянин Лао Ван», где соавтором значился ученик Лоссинга Шао Дэсин. Происходивший из бедной семьи, он мог быть консультантом Перл по особенностям жизни китайской деревни. В общей сложности работа над текстом заняла два месяца, причём писательница работала на китайском языке, а затем переводила себя на английский язык, на стиль которого явно повлияла Библия короля Якова. Обычно она работала по утрам, когда приёмная дочь Дженис находилась в школе. Лилиан Бейтс утверждала, что работа над романом шла ещё в Шанхае. Ранее созданная рукопись, отвергнутая двадцатью издателями, всё-таки была принята Ричардом Уолшем, главой нового издательства «John Day Company».

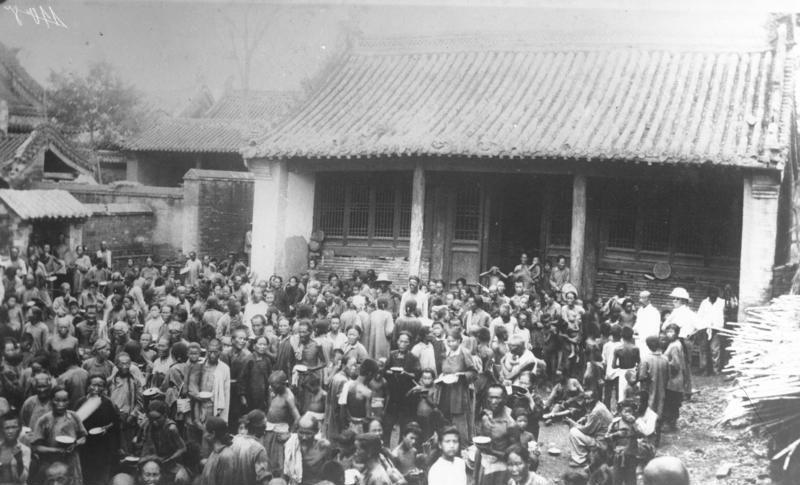
Жители Китая, пострадавшие от наводнения. Фото августа 1931 года, Федеральный архив Германии

В апреле 1930 года в свет вышел её первый роман, основанный на давней новелле «Говорит китаянка», и названный редактором «Восточный ветер, западный ветер». Уолш сообщил, что мнения редколлегии разделились пополам, и он использовал свой решающий голос. Перл в первую очередь устраивали финансовые условия: аванса не полагалось, зато роялти составляло 10 % от общих сумм продаж, с возможностью увеличения до 15 % в случае, если разойдётся более 5000 экземпляров. Этого было достаточно, чтобы платить за Кэрол в приюте. Более того, рынок и критики оказались благосклонны к китайской теме, и в сентябре Уолш предложил контракт на вторую книгу. К новому году «Восточный ветер, западный ветер» разошёлся десятитысячным тиражом, был избран книгой месяца. Первый гонорар сразу составил 4000 долларов: впервые в жизни Перл могла сама платить за обеих дочерей, дарить подарки и не чувствовать себя зависимой от миссионерской зарплаты. Рукопись «Земли» перед отправкой в издательство Перл Бак дала на прочтение Маргарет Томпсон и неназванному китайскому другу (обычно называется имя Сюй Чжимо). Оба посоветовали ничего не менять и не сокращать.
Пока шло ожидание, в Китае шла гражданская война между Гоминьданом и коммунистами; у Лоссинга три агента его миссии были захвачены бандитами, а в Нанкине ходили слухи, что консерваторы хотят физически уничтожить университет и всех иностранцев. В этих условиях, Перл решилась перевести классический китайский роман «Речные заводи», который в то время носил особое значение для китайских коммунистов, его часто цитировал Мао Цзэдун. Писательница назвала свой перевод «Все люди — братья» (All Men Are Brothers). В общей сложности эта работа заняла четыре года, при помощи двух китайских учёных — Чжао Яньаня и секретаря духовной семинарии Лун Мосяна, которые комментировали ей оригинал и сравнивали с ним английский текст. Не бросала она и работу в университете, хотя, как она сообщала брату Эдгару, бумаги, отчёты и оценки, заметно утомляли и раздражали её. Много сил отняло и редактирование текста «Китайского крестьянского хозяйства». Семейная жизнь с Джоном Лоссингом совсем расстроилась. Перл отказала ему в супружеской близости. В феврале 1930 года она опубликовала статью «Китай в зеркале художественной литературы», посвящённую вопросам пола и похоти. Перл Бак отмечала, что телесность существует в китайской беллетристике как рутинный аспект повседневной жизни, не отвергая её как «ненормальность» или «разжигание больного воображения».
Литературная деятельность Перл Бак игнорировалась миссионерским сообществом. Когда 2 марта 1931 года в Нанкин прибыл сигнальный экземпляр «Земли», Авессалом вежливо похвалил оформление обложки, но заявил, что не чувствует себя в силах читать. Далее пошли рецензии и письма поклонников, а также сообщение от «Книги месяца» и гонорары. В течение почти двух лет книга Перл Бак возглавляла списки бестселлеров. Весной на Янцзы произошло катастрофическое наводнение, сильнейшее за последние сто лет. Комиссию по установлению ущерба возглавлял брат жены президента, в комитет входил Джон Бак и даже знаменитый лётчик Чарльз Линдберг. 31 августа 1931 года в Гулине на руках Грейс скончался Авессалом Сайденстрикер, похороненный с греческим Новым Заветом в руках; обе его дочери откликнулись некрологами в разных миссионерских изданиях. Его памяти была посвящена каменная стела у врат Чжэньцзяна, окормлению которого Авессалом отдал более тридцати лет. Смерть отца сама Перл описала, как «разрыв последней связующей нити между нею и делами миссии». Она разозлилась на ханжеское по тону письмо пресвитерианского совета в Нью-Йорке, и перестала посещать церковь. Подруге Эмме Перл жаловалась, что миссионеры слишком «зациклены» на вопросах пола. После захвата Маньчжурии японцами, войска Страны восходящего солнца атаковали и Шанхай. Персонал университета был эвакуирован в Бэйпин, где Перл устроилась преподавать в школе иностранных языков и работала в Национальной библиотеке, где искала иллюстрации к своему переводу. Приняли её и в доме Мэй Ланьфана. В июне 1932 года семейство Баков вернулось в Нанкин, чтобы завершить дела перед очередным отпуском в США. Джон Лоссинг собирался защитить в Корнеллском университете докторскую диссертацию. В Нанкин пришли известия о присуждении «Земле» Пулитцеровской премии и покупке прав на неё «Метро-Голдвин-Майер» за 50 000 долларов; такую сумму никогда прежде не выплачивали в Голливуде. Теперь Перл могла реализовывать любые жизненные планы.

### Американские годы (1932—1973)

#### Триумф

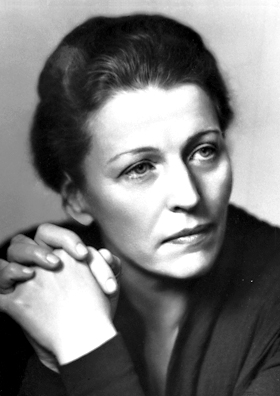
Перл Бак в 1938 году

Ричард Уолш встречал Перл в Канаде, и дал 3 августа 1932 года обед в отеле «Уолдорф-Астория», широко освещавшийся прессой. Ажиотаж публики подогревался тем, что модная писательница, повествующая об экзотической стране, вообще не была известна широкой публике. Были приглашены 200 избранных гостей; сама виновница торжества выглядела смущённой, прочитала короткую благодарственную речь и предисловие Ши Найаня из своего перевода. Она убедилась, что ничего не понимает в американских реалиях; особенно её шокировала встреча с китайскими студентами Колумбийского университета, которые просили её прекратить перевод, потому что «китайское наследие кажется людям Запада варварским». В сентябре вышел в свет роман «Сыновья» — следующая за «Землёй» часть трилогии. Несмотря на неоднозначную реакцию критики, за первый месяц было продано 80 000 экземпляров, а журнал «Cosmopolitan» заплатил 30 000 долларов за право первой публикации с продолжением. Всего за 1932 год Перл Бак заработала литературным трудом около 100 000 долларов (около 1 870 000 в ценах 2020 года). 2 ноября разразился скандал, когда на публичном мероприятии пресвитерианской церкви, собравшем около 2000 персон, Перл Бак произнесла речь «Существует ли основа у деятельности иностранных миссий?», в которой обвинила миссионеров в расизме, фанатизме и культурном империализме. Текст в сильно переработанном виде был напечатан четыре года спустя; были подтверждены прежние выводы: невежественное игнорирование китайской философии, мировоззрения и культуры делают миссионерскую деятельность аморальной и принципиально несостоятельной. Несмотря на проклятья церковников, брошюра с речью Перл хорошо продавалась; вскоре был опубликован научный отчёт философа Эрнеста Хокинга, где, по сути, приводились те же выводы, подкреплённые статистическим анализом вековой деятельности христианских просветителей в Китае. Когда Хокинг проводил полевые исследования, он консультировался и с Перл Бак. Семья Баков всё ещё существовала, Джон Лоссинг даже присутствовал на собрании 2 ноября, и супруга высоко оценила его деятельность на основе обмена практическим опытом с китайцами. Он не стал вмешиваться в полемику, и отбыл в Итаку работать над диссертацией.
В этой обстановке началось взаимное влечение Перл Бак и Ричарда Уолша. Издатель ввёл её в литературные и театральные круги Нью-Йорка (мюзикл на Бродвее по мотивам «Земли» оказался провальным), помогал готовить к публикации перевод «Речных заводей» и сборник рассказов. Эти проекты оказались прибыльными, хотя почти полностью истощили активы фирмы в 1933 году. Уолш был женат, имел трёх детей, и его жена Руби работала в его же фирме. Перл преимущественно квартировала в отеле Murray Hill на Парк-авеню, что избавляло её от бытовых забот и позволяло каждую неделю на день или два навещать Кэрол в Нью-Джерси. Также она внесла плату за содержание дочери на сорок лет вперёд. Средства позволили отправить тёплые вещи для пожилых прислужниц, оставшихся в Китае, обновить гардероб для Грейс и племянников, а также отремонтировать ферму свекрови. 7 марта 1933 года в «New York Times» «Земля» была названа «лучшей книгой поколения», что принесло новые доходы. Перл смогла выкупить ферму родителей Лоссинга, которую те арендовали, и добавила к этому аннуитет на 5000 долларов. На этом фоне доктор Дж. Мэкен из Вестминстерской семинарии в Филадельфии потребовал отлучить от церкви Перл Бак и уволить её мужа. Одну из самых серьёзных обвинительных атак возглавил старый оппонент её отца Авессалома — Джеймс Грэм, глава миссии в Чжэньцзяне. В ответ 28 апреля Перл заявила, что внутрицерковные дрязги её не интересуют и подала заявление на выход из состава миссии. В защиту Перл Бак поднялись либеральные христиане, представители женских организаций и борцы за права чернокожих. Жена фермера из Северной Каролины — некая миссис Гатри — опубликовала открытое письмо, в котором объявила, что ей стыдно за то, что она является пресвитерианкой. Основной скандал разворачивался не из-за содержания её романов, а из-за открытых высказываний на тему ограничения рождаемости, межрасовых отношений и дискриминации. Шумиха закончилась знакомством с Элеонорой Рузвельт — первой леди новоизбранного президента, и присуждением почётной магистерской степени Йельским университетом.

#### Последнее посещение Китая. Брак с Ричардом Уолшем

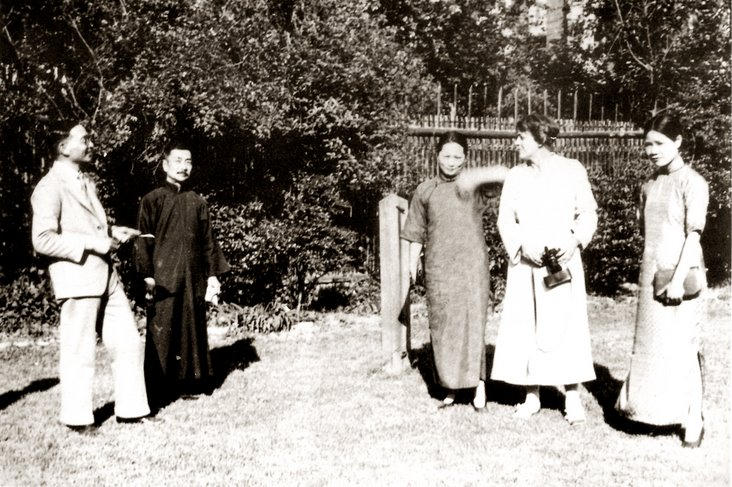
Линь Юйтан (крайний слева) и Лу Синь в компании Агнес Смедли (справа в центре) и Сун Цинлин (первая справа)

В июле 1933 года вместе с Перл в Китай отправилась большая компания, включающая Ричарда и Руби Уолш, брата Эдгара, который развёлся и женился во второй раз, а также нового ассистента Джона Бака — А. Льюиса. Двинулись кружным путём, поскольку Перл и Ричард хотели осмотреть достопримечательности Европы. Из Италии в Шанхай отплыли только Джон и Перл Бак, А. Льюис и секретарь Перл Аделина Бучер. Собственно, Перл подняла тему развода, ещё когда они находились в Ницце. В частных письмах подруге Эмме Перл признавалась, что физически не в состоянии переносить Джона. 2 октября все прибыли в Шанхай, где Перл Бак 5 октября в первый и последний раз жизни была торжественно принята китайской литературной общественностью. Главным пропагандистом её творчества сделался Линь Юйтан. Лоссинг Бак был немедленно взят на службу чанкайшистским правительством, чтобы оценить последствия отмены серебряного стандарта для юаня.
Поздней осенью 1933 года стало понятно, что нового статуса Перл не принимают её старые друзья-европейцы, живущие в Китае, а вернуться к работе преподавателя она уже тоже не могла. Работа над новым романом (последним в трилогии) в такой обстановке также была невозможна. Положение спасла телеграмма от Р. Уолша, который принял ставку редактора журнала «Азия» с условием, что будет командирован в Нанкин. Перл выехала встречать Ричарда в Шанхай и с тех пор они были неразлучны. Миссионерское сообщество было фраппировано, а Лоссинг устроил себе командировку на Тибет. Далее Перл Бак и Ричард Уолш отправились путешествовать по Китаю; в автобиографии она вспоминала, что под действием момента выбросила в воду своё обручальное кольцо. Пара посетила Фучжоу и Гуанчжоу, объехала Французский Индокитай, и далее вернулась в Бэйпин. Не забывали и о делах нового журнала: Линь Юйтан сделался его постоянным автором (издательство «Day» в 1935 году выпустило его книгу «Моя страна и мой народ»), а пекинским корреспондентом стал азиатский обозреватель «Manchester Guardian» Х. Дж. Тимперли. Привлекли к работе и Эдгара Сноу, отрывки из книги которого «Красная звезда над Китаем» также увидели свет в «Азии». В то время он переводил «Подлинную историю А-Кью» Лу Синя.

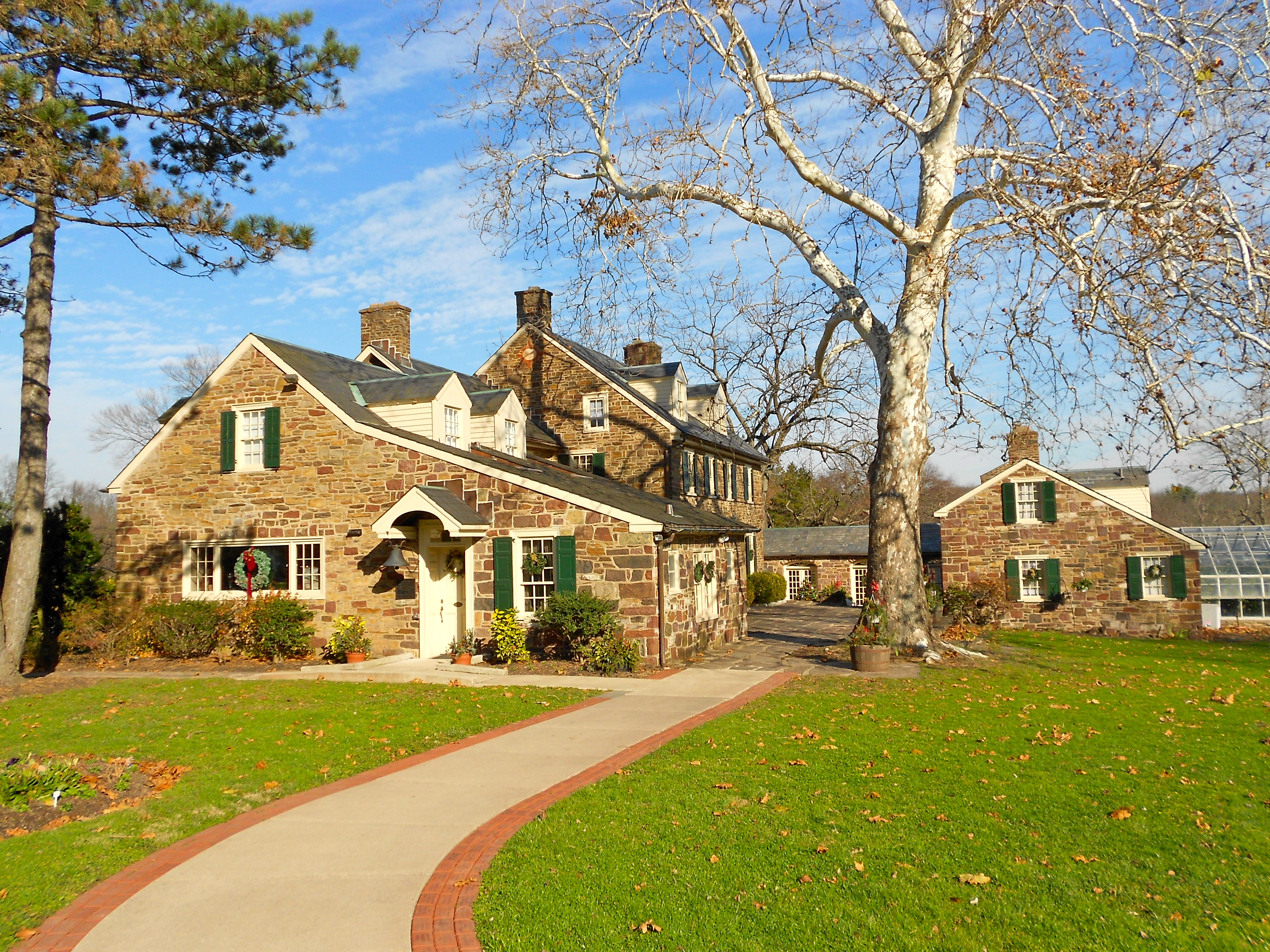
Дом Перл Бак в Гринхиллзе

Навсегда покидая Нанкин, Перл Бак последний раз соблюла миссионерские приличия: не взяла ничего из вещей, и отправилась с дочерью Дженис и секретарём Аделиной 30 мая 1934 года в Иокогаму, где к ней присоединился Ричард. В Ванкувере оказалось, что издательство из-за финансовых проблем задерживает выплаты гонорара, и Перл отдала биографию своей матери в «Cosmopolitan», публикация которой принесла ей 35 000 долларов. Ричарду пришлось начать борьбу за сохранение издательства: он снял деньги за страхование своей жизни, заложил дом, в которой жила его семья, уволил весь персонал и разместил редакцию «Азии» в офисе «Джона Дэя». Перл полностью посвятила себя возлюбленному, отказалась от гонорара до исправления ситуации, и официально устроившись консультантом, занялась редакторской работой. Деньги были нужны для двухлетней племянницы Анны — младшей дочери Грейс, получившей тяжёлые родовые травмы.
Когда пришли известия, что Джон Лоссинг Бак был назначен советником Моргентау, Перл подала на развод. Развод и новое бракосочетание было проведено в Рино 11 июля 1935 года. Весной того же года она приобрела разорённую ферму Гринхиллз в округе Бакс, которой в 1770-е годы владели её далёкие предки перед переездом в Виргинию. В автобиографии она утверждала, что желала «пустить корни» на старой новой родине, и символически посадила платаны, показывая, что окончит жизнь в этом же доме. Следующие тридцать лет поместье постоянно благоустраивалось и расширялось, было электрифицировано и снабжено всеми современными удобствами. Вид из комнат самой Перл воспроизводил сад, который когда-то был у Сайденстрикеров в Чжэньцзяне. Летний дом в Гулине был продан, поскольку Маошань стал излюбленным местом отдыха китайского руководства. Дженис по её собственному желанию была отправлена в пансион-интернат, а Уолши весной 1936 года усыновили двух младенцев в возрасте одного месяца, а год спустя ещё мальчика и девочку. Сначала о приёмных детях приходилось заботиться самим, поскольку жёны и дочери местных фермеров могли работать только в определённое время. Три дня в неделю всё семейство проводило в Нью-Йорке, где снимало квартиру на Парк-Авеню. Всего Перл и Ричард усыновили и удочерили восьмерых детей. Постепенно появилась и постоянная прислуга, причём экономка миссис Лорис задержалась у Перл на четверть века. Немалую помощь с детьми оказывала и Дженис. В начале 1936 года скоропостижно скончался старший брат Перл — Эдгар.

#### Нобелевская премия. Литературная работа

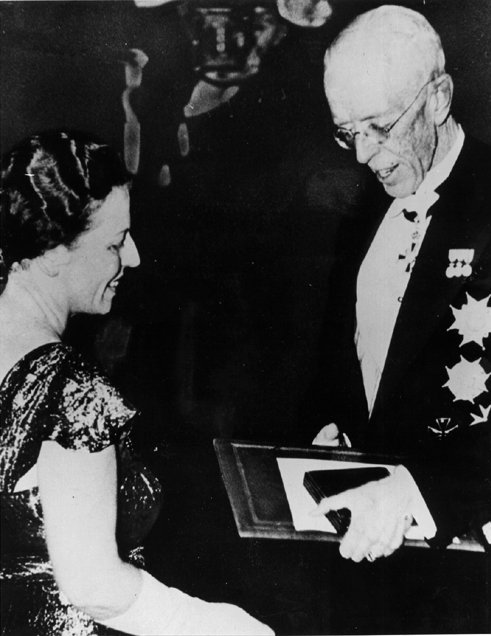
Перл Бак получает Нобелевскую премию из рук короля Густава V. 10 декабря 1938 года

В 1935—1936 годах финансовое положение издательства было спасено успешными продажами книг Линь Юйтана и самой Перл С. Бак (таков был её литературный псевдоним). Когда Линь Юйтан, обременённый семейством, прибыл в США, первое время его дети и племянники жили у Перл Бак. Получив работу в Принстоне, он долго не мог снять жильё, когда же удалось арендовать дом, владельцы, узнав о его китайском происхождении, расторгли договор, вызвав гнев Перл; пришлось искать квартиру в Нью-Йорке, где не было такого предубеждения. Она даже попыталась привлечь Линя к литературной работе и они написали пьесу «Сражающийся Китай», но она оказалась неудачной и никогда не обнародовалась. В свет вышли: трилогия «Земля — обитель» (завершённая «Разделённым домом»), а затем «Ангел-воитель» — беллетризированная биография Авессалома Сайденстрикера. Её выпуск в «Woman’s Home Companion» с продолжением принёс Перл 25 000 долларов. В октябре 1936 года биография матери под названием «Изгнание» и жизнеописание отца вышли одним томом «Плоти и духа», и были избраны «Книгой месяца», а по продажам уступали только трилогии «Земля — обитель». Критика, как обычно, раздавалась из клерикальных кругов в США и китайских миссий. В 1937 году на экраны вышел фильм «Земля», который был порезан китайской цензурой для проката в этой стране; современные критики считают его главной ценностью 12 минут документальных кадров из долины Янцзы, ещё не затронутой японо-китайской войной. Впрочем, гоминьдановское руководство всячески препятствовало этим съёмкам. Современники высоко оценили игру Пола Муни и Луизы Райнер, воплотивших образы крестьянина Ван Луна и его жены Элань; Райнер получила премию «Оскар».

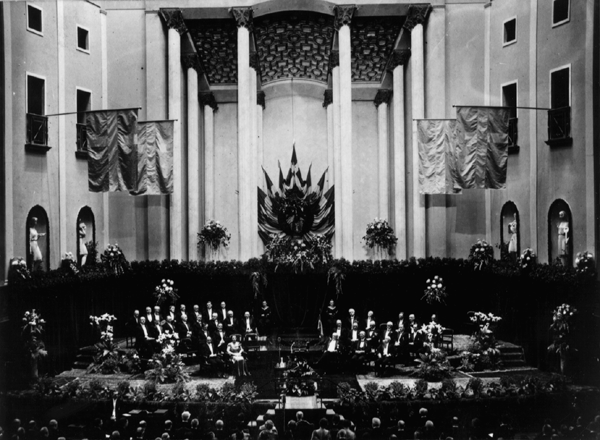
Вручение Нобелевской премии Перл Бак и Энрико Ферми

На этом фоне присуждение Перл Бак Нобелевской премии по литературе за 1938 года выглядело естественным, но было болезненно воспринято в Китае, несмотря на все её усилия привлечь внимание мировой общественности к зверствам японских агрессоров. Китайские представители были отозваны из Стокгольма и не присутствовали на церемонии вручения премии. Объяснялось это и тем, что в одном из интервью Перл Бак неосторожно заявила, что Чан Кайши не оправдал доверия китайских крестьян и утратил возможности установить в стране мир. Сама Перл не поверила, когда секретарша Аннабел Бучер сообщила ей 10 ноября о предстоящем вручении; в прессе она во всеуслышание заявила, что награда должна была достаться Теодору Драйзеру. Первые поздравления прислал Синклер Льюис, который организовал торжественный приём в Пен-клубе. Напротив, Роберт Фрост заявил о девальвации премии: «если её удостоилась Перл Бак, значит, сможет получить и любой желающий»; Фолкнер также отдал предпочтение Драйзеру и Шервуду Андерсону. Сам Т. Драйзер явно обиделся и разорвал все связи с П. Бак, поскольку они ранее переписывались. Почти месяц заняла подготовка к торжествам в Стокгольме, на которых Перл сопровождал муж Роберт и приёмная дочь Дженис. Были куплены пять вечерних платьев со шлейфами и прочие положенные аксессуары. За основу Нобелевской речи Перл Бак взяла свою статью о китайском романе, опубликованную в Пекине в 1933 году.
Нобелевская премия создала Перл Бак достаточную рекламу и обеспечила круг последователей, которые постоянно требовали от неё новых романов. После получения премии она утверждала, что это её дегуманизировало, и возродило старые детские страхи. То, что люди воспринимали её как объект, заставило вспоминать, как китайцы на улицах Чжэньцзяна высмеивали её «соломенные волосы и глаза, как у дикого зверя». Практически до конца жизни она сохраняла высокую писательскую продуктивность. Работала Перл Бак с раннего утра, писала всегда от руки, создавая фрагменты по 2500 слов за один присест. Рукописи редактировались мужем и перепечатывались двумя машинистками; сама Перл не перечитывала своих текстов до их печатной публикации. В следующие четыре десятилетия своей жизни Перл Бак публиковала в среднем по книге в год, не считая постоянного числа статей и выступлений. До конца 1940-х годов журналы и газеты платили ей в среднем по 5000 долларов за рассказ, что позволяло зарабатывать от 60 000 до 100 000 долларов в год. Однако это привело к отчуждению от действительности, о которой она писала. Например, она практически не знала американской идиоматики и стиля неформального общения. Перл рассказывала, что Ричарду, должно быть, было очень «весело быть женатым на мне, поскольку я настолько невежественна, что даже самые „бородатые“ анекдоты были мне в новинку». Её статус знаменитости требовал изоляции от толпы, а профессиональные обязанности замыкали в пределах дома. Для отдыха служила студия, где Перл занималась лепкой, также она играла на фортепиано, а позже установила в доме орган. В результате такого образа жизни у Перл Бак так и не появилось близких друзей, а для своих приёмных детей она была столь же сдержанна, как и её собственная мать в отношении неё самой. По мнению Хилари Спарлинг, при всех преимуществах брака с Ричардом Уолшем, для Перл Бак был и важный недостаток: он служил преградой от реальной жизни. Отец, мать и первый муж погружали писательницу в тот мир, который отразился в лучших её произведениях. Единственным исключением в американские годы стала сага о заселении Канзаса, материал для которой Перл собирала во время поездок к Уолшам.

#### Война и общественная активность

Антияпонский плакат времён Второй мировой войны, использующий расовые стереотипы

В 1939 году главными заботами Перл Бак было покрытие увеличившихся расходов: к дому в Гринхиллз были пристроены два новых крыла и бассейн, на пятерых приёмных детей был оформлен аннуитет в 10 000 долларов каждому. Успех издательства Роберта Уолша почти исключительно зависел от продуктивности самой Перл Бак, а журнал «Азия» вообще никогда не приносил прибыли. Кажущимся выходом была новая постановка в Голливуде, но сценарий о судьбе императрицы Цыси был отклонён агентством Мирона Селзника со следующей формулировкой: «написано хорошо, но не сценично, что является ошибкой большинства романистов, пытающихся идти в драматургию». Ли Страсберг в 1940 году попытался поставить в Нью-Джерси новую пьесу Бак «Полёт в Китай», но она сошла со сцены уже через две недели. Тогда же секретарём Перл стала падчерица от первого брака Роберта — Натали Уолш, окончившая колледж; мисс Аннабел Бучер, которая работала на неё ещё с 1932 года, была уволена. Американский изоляционизм означал, что Китай не получит помощи для защиты от японской агрессии; Перл Бак присоединилась к движению «Остановить Японию!».
В 1940 году, после посещения родственников Роберта в Канзасе, Перл вошла в состав Комитета по оказанию помощи Китаю, который возглавляла Элеонора Рузвельт. Атака на Перл-Харбор побудила её отправить на имя президента письмо, в котором она выражала обеспокоенность создания единого фронта Индии, Китая и Японии против белой расы; Америка не должна рассчитывать на сотрудничество со стороны азиатских стран. Перл Бак не одобрила протестов китайского посла против интернирования нисэев, при встрече она заявила, что следовало бы подумать о судьбе китайцев. Также она вполне определённо высказывалась на тему того, что Индия должна получить независимость от Великобритании. Именно на годы войны пришёлся и пик общественной активности Перл Бак: один раз её выдвигали кандидатом в Конгресс от округа Бак, и даже прочили помощницей посла в Китае. Роберт Уолш стремился предотвратить шумиху вокруг этих новостей. Тем не менее, она активно участвовала во множестве общественных организаций, включая Американский комитет за демократию и свободу, Комитет американской демократии, Японо-американский комитет за демократию, Американский гражданский Союз свобод, Американский комитет христианских беженцев, и множестве иных. Несмотря на загруженность, Перл написала биографию сестёр Сун и новый роман на китайскую тему «Драконово семя» (а всего в 1939—1949 годах она напечатала десять романов). В июне 1942 года Перл Бак и министр торговли США Джесси Джонс были удостоены почётных докторских степеней от частного St. Lawrence University. В 1943 году она поссорилась с сестрой Грейс Яки: разочаровавшись в евангелизме, та перешла в общину квакеров. Для Перл после 1930-х годов любая организованная религия была воплощением зла, а пацифизм во время войны представлялся преступлением. При этом она не идеализировала будущего: на торжественном собрании нобелевских лауреатов она заявила, что война является борьбой за спасение европейской цивилизации и закончится она «установлением диктатуры англо-американских реакционеров».
В 1944 году был поставлен фильм «Семя дракона» с Кэтрин Хэпбёрн в главной роли; сценарий писали на основе одноимённого романа Перл Бак, опубликованного в 1942 году и имевшего большой успех. Работа над фильмом сильно затянулась из-за согласований военной цензуры. Картина провалилась в прокате и получила разгромные рецензии критиков: особенно раздражали европейские актёры, загримированные под китайцев, а также разнообразные акценты. Перл Бак пригласили на премьеру вместе с послом Китайской республики Вэй Даомином, и она осталась недовольна практически всем. Например, оказалось, что героиня Хэпбёрн носила мужскую, а не женскую куртку, неуместной оказалась причёска, архитектурные детали. Впрочем, в публичных интервью она хвалила фильм.
Известия о капитуляции Японии достигли Перл и Роберта в бунгало, которое они снимали на сезон жары в Нью-Джерси; дом располагался на обдуваемом холме, что облегчало сенную лихорадку писательницы. После войны Перл Бак ощутила давление со стороны американских и британских властей, из-за её последовательно антиимпериалистической позиции. После её ответа «фултонской речи» Черчилля, ФБР начало проверку деятельности писательницы и завело на неё досье. Доказать её причастность к коммунистической партии так и не удалось. После победы коммунистов в 1949 году и создания Китайской народной республики, Перл Бак выступила против американской поддержки Тайваня. В печати она утверждала, что торговля с Америкой и сохранение обмена культурными ценностями и учащимися — это лучшее средство привязать новый Китай к Западу, а не к красной России. В результате она попала в списки «красных соглашателей», ведущих подрывную деятельность через Голливуд, в одном ряду с Чарльзом Чаплиным, Джоном Хьюстоном, Полем Робсоном, Грегори Пеком, Кэтрин Хэпбёрн, Орсоном Уэллсом, и даже Томасом Манном. На это она ответила крайне язвительной статьёй, декларировав собственный антикоммунизм, и при этом назвала «охоту на красных ведьм» смехотворной, а американцев — «нацией дураков». После 1950 года Перл Бак практически перестала писать и высказываться на темы политики, как китайской, так и американской. Объяснялось это тем, что она не могла эффективно совмещать коммерческий успех и критику фундаментальных основ американского экспансионизма.

#### Социальные проекты иWellcome House

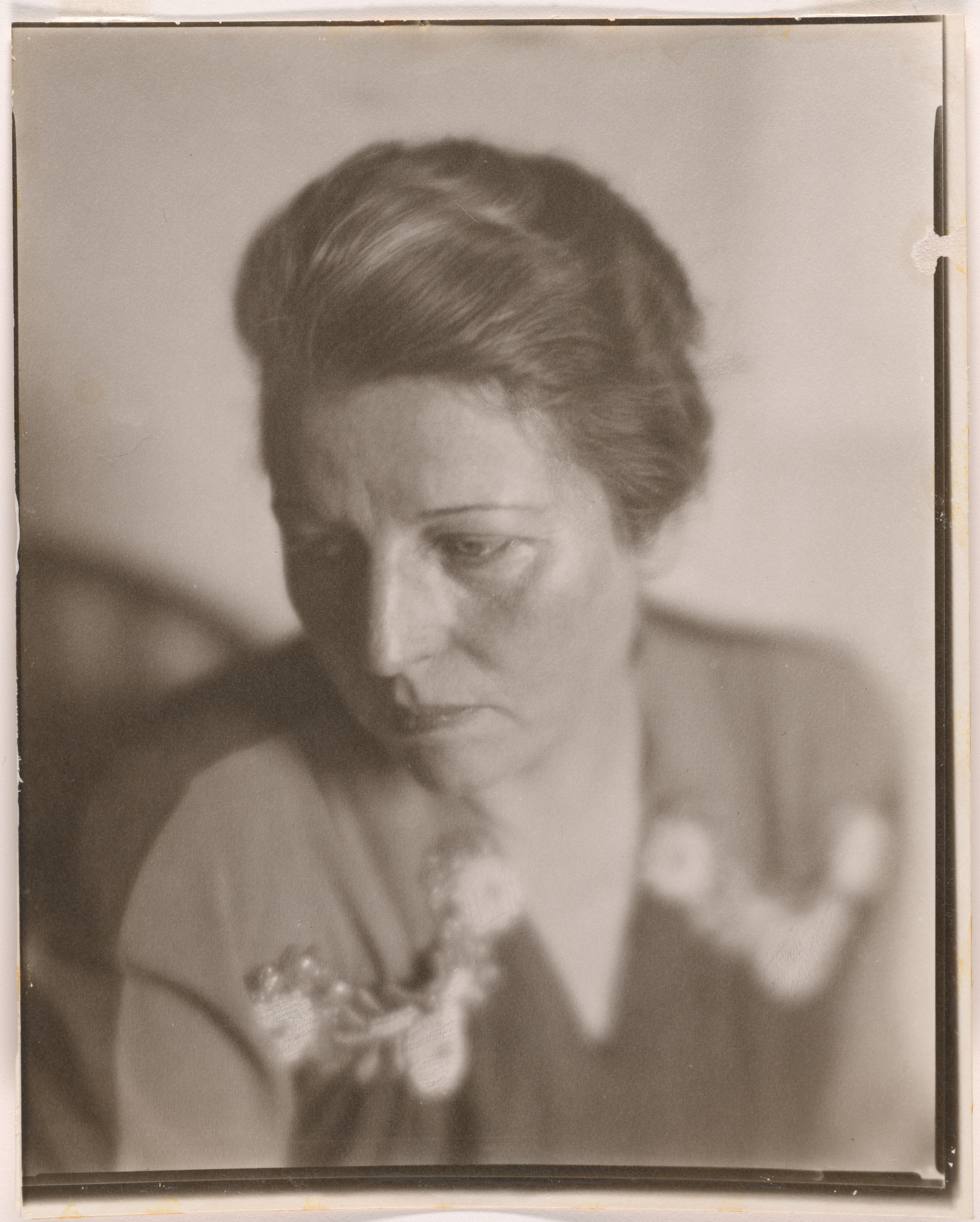
Перл Бак в 1950 году

Значительных социальных проектов у Перл Бак было два. Во-первых, она основала «East and West Association». Считая, что международные отношения определяются позицией гражданского общества, в течение восьми лет она оплачивала 15-недельный обмен американских и китайских учащихся, которые, соответственно, ездили в Китай и США. Расходы покрывались также членскими взносами и взносами Перл Бак, которая платила за визитёра от 500 до 1200 долларов. Популярные лекции Перл Бак (всего их было пятнадцать) транслировались на радиостанции NBC и собирали пятнадцатимиллионную аудиторию. Она также организовывала обмен актёрами и людьми искусства. Всё это было основано на очень простой формуле: «Ты не должен ничему учить, ничего проповедовать; достаточно быть достойным гражданином своей страны и не скрывать этого». После войны Джозеф Маккарти обвинил ассоциацию в «ползучей пропаганде коммунизма», и в 1950 году она закрылась.
Второй проект был связан как с собственной дочерью Кэрол, так и делами усыновления. В 1949 году Перл обнародовала существование умственно отсталой дочери и даже написала автобиографическую статью «Ребёнок, который никогда не вырастет». Поводом для этого стало то, что в 1949 году некая чета удочерила умственно отсталую девочку, зная об этом. Статья произвела фурор, её автор стала получать тысячи писем от людей, столкнувшихся с теми же проблемами. Перл Бак в результате переработала статью в полноценную книгу (на основе полученных материалов), которая пользовалась большим спросом, в том числе в специальных учебных и лечебных заведениях. Некая миссис Макмикин из Луисвилла выкупила большое число экземпляров книги и бесплатно рассылала их по списку. Перл Бак обратилась к вопросам международного усыновления осенью 1948 года при следующих обстоятельствах. Нью-йоркское агентство по усыновлению одарённых детей не могло подыскать новую семью для мальчика смешанной расы из Ост-Индии, по имени Дэвид; это был сын дочери белого миссионера и индийца, не состоявших в браке. Ребёнка отвергла родня как отца, так и матери. Для всех желающих усыновления Дэвид был «неправильного цвета кожи»: то слишком тёмным, то слишком белым. Чтобы он не попал в приют для чёрных, Перл Бак решилась сама заняться делами его усыновления. Роберт и Перл считали себя слишком пожилыми, чтобы взять ещё одного ребёнка, но приняли Дэвида на временной основе; вскоре добавился ещё один ребёнок — наполовину китаец. Было решено на основе большой семьи Уолшей создать пансион, в котором Перл и Роберт будут «бабушкой и дедушкой», а их приёмные дети и племянники — кузенами приёмышей. Так был основан «Дом гостеприимства» (Wellcome House), обустройство и финансирование которого заинтересовало соседей из округа Бак. Бизнесмен Кермит Фишер, у которого было двое приёмных детей, деятельно включился в новую организацию. Дэвида в конце концов усыновило соседское семейство Йодеров. В 1950 году был создан попечительный совет Wellcome House — агентства по межнациональному и межрасовому усыновлению. В его состав вошёл ещё один сосед — сценарист и продюсер Оскар Хаммерстайн. На средства Р. Роджерса была куплена ферма и обустроен уютный дом, в котором к декабрю было шестеро детей, преимущественно, евразийцев и полукитайцев. Миссис Фишер настаивала, чтобы дом был невелик и включал не более девяти воспитанников, иначе не удастся создать семейной атмосферы, а Перл Бак утверждала, что готова открыть сотню таких домов. Лирическим выражением истории с «Домом гостеприимства» стал роман «Потаённый цветок» — история девушки-японки, которая вышла замуж за американского солдата. В Виргинии они обнаруживают, что их брак недействителен по местным законам; забеременев, она уходит и отдаёт своего ребёнка в приют.

#### Пятидесятые годы

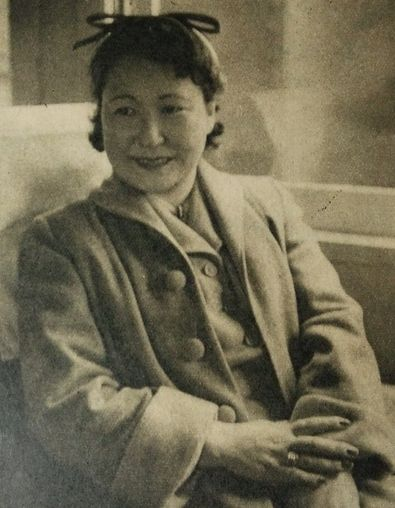
Мики Савада в 1952 году

Выпустив очередную книгу «Несколько моих миров», 10 августа 1953 года Перл Бак отправилась с семьёй (всего семь человек) в длительное автомобильное путешествие по Америке. Маршрут проходил через Огайо, Индиану, Иллинойс, Айову и Южную Дакоту. Поскольку к Вайомингу все устали, было решено задержаться на неделю в Йеллоустонском парке. Возвращались через Монтану, Висконсин, Мичиган и Вермонт, где задержались на две недели. В Шеридане у Ричарда Уолша произошёл инсульт, который приняли за солнечный удар. В Нью-Йорке был поставлен правильный диагноз; последствия были неотвратимы — он страдал парезом лицевого нерва, речь стала невнятной и он ослеп на один глаз. В конце 1953 года Wellcome House получил официальную аккредитацию по всей стране, а Перл торопилась с написанием романа об императрице Цыси. Главной её заботой было устройство метисов, рождённых от связей американских солдат с кореянками и японками; Джеймс Миченер, с которым она общалась в это время, подтвердил, что это серьёзная проблема. Перл Бак вспомнила, что ещё в 1925 году слышала о Мики Савада — дочери богатого японского промышленника, которая посвятила свою жизнь усыновлению; через генеральное консульство в Токио они встретились, и далее общались едва ли не ежегодно. Одного евразийца Перл Бак даже сумела ввезти в США, несмотря на то, что это было запрещено миграционным законодательством. С большим трудом удалось решить вопрос с трёхлетней мулаткой Генриеттой — дочерью офицера-негра и немки, единственной темнокожей в германском городке, где располагался американский гарнизон. Это потребовало почти двух лет работы, поскольку случай не укладывался ни в американские законы, ни в устав Wellcome House. В конце концов Генриетта стала приёмной дочерью Перл Бак.
Душевное состояние писательницы во второй половине 1950-х годов было угнетённым: состояние Роберта непрерывно ухудшалось, он почти не мог говорить и обходиться без сиделок. В 1956 году скончался литературный агент Дэвид Ллойд. Коммерчески успешный роман «Письмо из Пекина» не был экранизирован, поскольку продюсеры сочли проект бесперспективным. Мики Савада пыталась решить судьбу шестилетней полунегритянки-полуяпонки Тяку, которую в 1957 году разместили в Гринхиллз. Тогда же полуяпонка Мэри Ломбард вышла замуж за Роберта Уолша-младшего, пасынка Перл. В 1959 году Перл Бак основала собственную компанию для представления её драматургических произведений (ходили слухи о её симпатии к режиссёру Теду Даниэлевскому, который был моложе её на 25 лет). Бродвейская премьера спектакля о физиках-атомщиках «Desert Incident» 24 марта 1959 года оказалась провальной; в сентябре Бак и Даниэлевский отправились в турне по европейским столицам, а в следующем году — и в Азию. Ранее, в 1958 году, Перл Бак была избрана президентом Гильдии писателей, и эта должность не была номинальной, она активно представляла объединение на всевозможных совещания по тарифам оплаты и авторским правам. В 1960 году скончался Роберт Уолш, причём Перл не было у его смертного одра. После прощания с мужем, она улетела в Токио, где работала сценаристом на постановке фильма по своей детской книге «Большая волна»; режиссёром был Тед Даниэлевский.

#### Последнее десятилетие

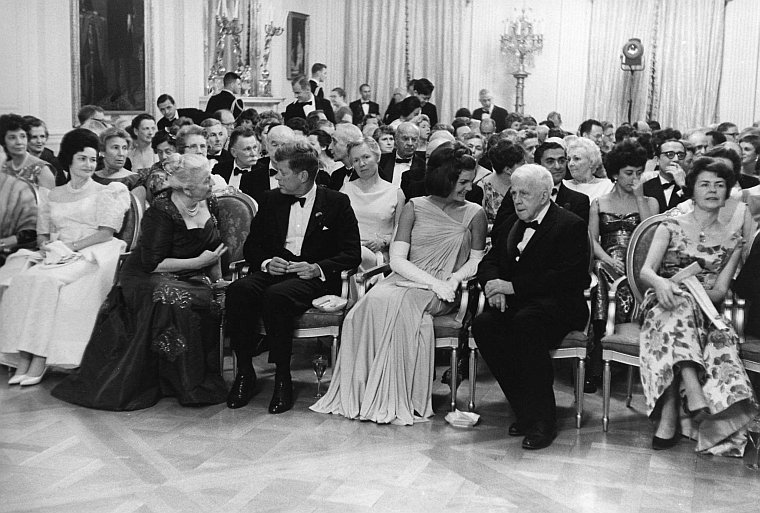
Президентский приём для нобелевских лауреатов 30 апреля 1962 года. Перл Бак беседует с президентом Джоном Кеннеди, Жаклин Кеннеди — с Робертом Фростом

После избрания Джона Кеннеди президентом, Перл Бак была в числе 155 приглашённых на его инаугурацию; во второй раз она попала в Белый дом 30 апреля 1962 года на приём, устроенный для всех 52 американских Нобелевских лауреатов. Во время краткой беседы с президентом, он задал ей вопрос о положении в Корее, из которого Перл Бак убедилась, что он не имеет об этой стране никакого представления.
После расставания с Т. Даниэлевским в 1963 году, Перл Бак стала общаться с овдовевшим философом Эрнестом Хокингом, их близость длилась до самой его кончины в 1966 году. Его усадьба располагалась недалеко от летней дачи Перл; она иногда неделями жила там. Это был кризисный момент в жизни писательницы: она остро ощущала одиночество, круг её общения сократился, а с приёмными детьми не было теплоты, и они покинули родительский дом. В 1963 году она познакомилась с учителем танцев Теодором Харрисом. Сначала он был наставником её дочерей, далее и Перл, несмотря на 70-летие, решила, что уроки танцев будут ей полезны (они были прописаны врачом и данные суммы вычитались из подоходного налога). Тед Харрис стал ближайшим к Перл человеком в последние годы её жизни; соавтором, конфидентом и сопровождающим. В американском обществе с его двойными стандартами, это привело к скандалу и ухудшению репутации писательницы. В самом мягком варианте её обвиняли в попытке «купить чувство дружбы и защищённости». Тед был поставлен администратором проекта по интеграции американо-азиатских метисов (детей американских военнослужащих) в США. В 1964 году Перл Бак была удостоена награды Гимбела за гуманитарную деятельность и объявила на церемонии о создании новой организации — «Pearl S. Buck Foundation» для помощи амеразийцам и пожертвовала свою награду (1000 долларов) в её фонд. Несмотря на скандалы, в правление фонда согласились войти экс-президент Эйзенхауэр, Джоан Кроуфорд, Арт Бухвальд, Грейс Келли, Софи Такер, и даже Роберт Кеннеди, которого Перл уговаривала лично. В первый год удалось привлечь около 500 000 долларов, которые пошли на аренду и обстановку здания фонда в Филадельфии, аренду автомобилей, жалованье Теду и его другу без определённых занятий, и т. д. Только в 1965 году писательница потратила на одежду своему другу 9000 долларов, из которых треть стоила шуба. Перл Бак организовала благотворительные балы в 20 городах Америки, которые оказались, по крайней мере, безубыточными. В Соединённых Штатах её не забывали: она получила приглашение в колледж Рэндольфа на 50-летнюю встречу выпускников, и была включена в число десяти самых выдающихся американок на Всемирной выставке в Нью-Йорке. Силы постепенно оставляли её: в 1968 году Перл Бак ушла с поста главы Гильдии писателей и отказалась от нью-йоркской квартиры, ограничив свой мир округом Бак. Тем не менее, в связи с открытием отделений фонда в Южной Корее (1965 год), на Окинаве и Тайване (1967 год), на Филиппинах и в Таиланде (1968) и Вьетнаме (1970), Перл побывала во всех этих странах. В Индии она была принята Индирой Ганди, у которой просила содействовать улучшению американо-китайских отношений.
Ещё в 1967 году Перл Бак завещала своё имущество, включая недвижимость и будущие гонорары, фонду своего имени; по собственным подсчётам, вклад составил около 7 000 000 долларов. Тед получил пожизненное содержание в 45 000 долларов в год, безотносительно, будет ли работать в фонде или нет. Это вызвало сильное недовольство у приёмных детей писательницы. В результате ФБР организовало новое расследование, поскольку Тед и его друг Джимми Полс проигрывали крупные суммы в Лас-Вегасе и, предположительно, занимались контрабандой наркотиков, поскольку грузы для фонда Перл Бак не досматривались на таможне. Произошла утечка информации, после публикации в «The Philadelphia Inquirer», Перл Бак была возмущена обвинениями и позвонила директору ФБР с протестом. 30 июня 1967 года её посетили двое агентов, которые опросили писательницу, причём она вела себя экспрессивно. После инцидента Перл Бак опубликовала книгу «Время — полдень», написанную сразу после смерти матери, и три десятилетия пролежавшую в ящике стола. ЮНЕСКО опубликовала результаты исследования, показавшие, что Перл Бак являлась самым переводимым автором в США. В 1967 году вышло 69 переводов её книг (у Хемингуэя — 64, Стейнбека — 48). Друзья называли Перл «машиной для зарабатывания денег». Питер Конн приводил такие сведения о её заработках в том же 1967 году: 1500 долларов от журнала «Boy’s Life» за рассказ, аванс в 2000 фунтов стерлингов за права на неопубликованный роман, 2000 долларов от женского журнала, 1500 долларов гонорара из Словакии за переиздание её трилогии «Земля — обитель», 1000 фунтов стерлингов за британское издание «Полёта в Китай», и так далее.
В 1968 году Перл Бак совершила поездку в Южную Корею, и пришла к выводу, что местное отделение её фонда работает успешно. Напротив, она расторгла всякие отношения с Wellcome House, обвинив его руководство в отказе от первоначальных целей проекта. После возвращения из Азии, писательница провела турне по Среднему Западу, выступая, в основном, в колледжах и женских клубах, получая гонорар в 2000 долларов за каждую публичную встречу. Новые книги, выпущенные в это время, касались проблем корейско-американских метисов: детская повесть «Матфей, Лука, Марк, Иоанн» («душераздирающая», по определению Питера Конна) и роман «Новый год». Именно в Корее вспыхнул скандал с руководством Теда: в газете «The Korea Times» опубликовали свидетельства его неэффективного управления и хищений. В июльском номере «Philadelphia Magazine» были опубликованы материалы, из которых выходило, что Перл Бак стала жертвой заговора мошенников. Т. Харрису пришлось срочно подать в отставку с поста главы фонда. Руководство Wellcome House также приняло резолюцию, в которой отмежевалось от деятельности Фонда Перл Бак. 77-летняя писательница не сдавалась, активно выступала в прессе и на радио, обосновывая цели создания Фонда и защищая невиновность своего друга. Опрос Гэллапа за 1969 год показал, что Перл Бак осталась в списке десяти самых влиятельных американок, наравне с Жаклин Кеннеди-Онассис, Мими Эйзенхауэр и Кореттой Кинг. Её неуёмная энергия требовала выхода: кроме выпуска романа «Три дочери мадам Лян», она основала компанию Creativity, Inc., которая занималась спасением маленького города Денби.

#### Несостоявшийся визит в Китай. Кончина

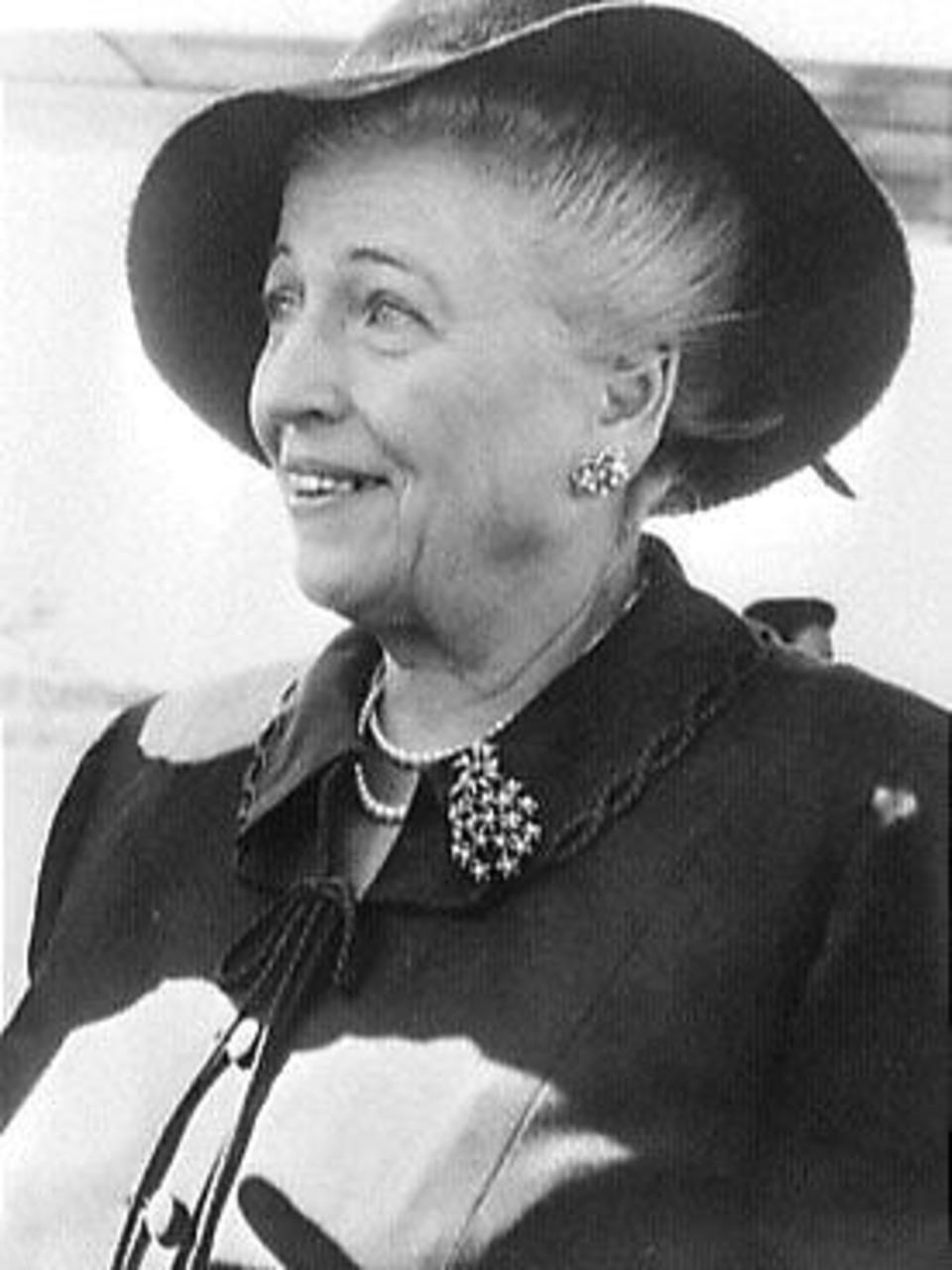
Перл Бак в 1972 году

Летом 1971 года в китайско-американских отношениях произошёл перелом, когда Ричард Никсон согласился с тем, что место Китая в Совете безопасности ООН должен занимать представитель Пекина, а не Тайбэя. Поездка Генри Киссинджера вывела Китай из международной изоляции и подготовила почву для официального визита Никсона к Мао Цзэдуну. Государственный департамент поднял вопрос об участии Перл Бак в президентской делегации; это соответствовало и её желаниям. Неизвестно, в какой степени её физическое состояние сделало бы поездку возможной, однако Перл активно писала и рассылала телеграммы всем влиятельным персонам, включая Чжоу Эньлая и лично президента Никсона. В мае 1972 года запрос П. Бак на получение визы был отклонён, а сама она получила письмо из посольства КНР в Канаде за подписью чиновника низкого ранга, в которой отказ объяснялся тем, что она «искажала действительность Нового Китая и деятельность его руководства». По слухам, это была инициатива Цзян Цин, поскольку Перл Бак в Шанхае когда-то дружила с её соперницей-актрисой Ван Ин.
Сильным потрясением для писательницы стало и то, что на съезде National Association of Black Social Workers была принята резолюция, осуждавшая усыновление чёрных детей белыми семьями, даже если это является альтернативой помещения сирот в социальные учреждения. Это произошло через две недели после того, как Верховный суд США отменил закон штата Луизиана, запрещавший межрасовые усыновления. Своё 80-летие Перл Бак провела в Гринхиллзе, но празднования не получилось из-за напряжённых отношений между всеми родственниками. Через неделю она была доставлена в Ратлендскую больницу с подозрением на плеврит, который оказался раком лёгких. Через три недели она была выписана; в больницу пришли сотни телеграмм с ободрениями и пожеланиями выздоровления, одна была от президента Никсона. В сентябре последовала повторная госпитализация по поводу холецистэктомии; из-за осложнений пребывание в больнице продолжалось три месяца. Ухаживали за писательницей Тед и новая секретарша Беверли Дрейк. Больше Перл Бак не поднялась с постели. На Рождество её отпустили в Вермонт; она больше не в состоянии была работать. Когда позволяли силы, Перл читала Диккенса — своего самого любимого писателя. Рано утром 10 марта 1973 года она скончалась после спокойно проведённой ночи. Некрологи печатались прессой всего мира; в «New York Times» вышли три статьи: собственно, некролог, оценка деятельности и передовая статья от редакции, суммарным объёмом в 3000 слов. Похоронили её в Гринхиллзе на закрытой церемонии в присутствии приёмных детей; Тед Харрис не был допущен, а Кэрол Бак не стали привозить из лечебницы. После краткой гражданской церемонии тело было упокоено под корнями ясеня; на надгробии были выгравированы только иероглифы «Сай Чжэньчжу».

## Творчество

### Общие сведения
Перл Бак как писательница не может быть отнесена со всей определённостью ни к одной литературной или национальной традиции. Как в США, так и Китае к ней прилагается формула «самая китайская из американок» (the most Chinese American). Сама она сознательно стремилась «соединить оба мира», поскольку ощущала себя носительницей национальных начал как Китая, так и США. Преподаватель Йельского университета Майкл Хант отмечал, что Перл Бак, по-видимому, своим творчеством внесла наибольший вклад в формирование образа Китая у американской публики. Её очерки и аналитические статьи появлялись в таких авторитетных изданиях как «The New Republic», «New York Times Magazine», «Life», «Reader’s Digest». Роман «Земля» — был переведён на тридцать языков и к 1972 году разошёлся четырёхмиллионным тиражом. По некоторым подсчётам, поставленный по мотивам романа мюзикл 1933 года и фильм 1937 года посмотрели не менее 23 миллионов человек. Судя по серии исследований общественного мнения, результаты которых были опубликованы в 1958 году, 69 из отобранных 181 «влиятельных американцев» в той или иной степени были знакомы с романом и отмечали, что он сыграл свою роль в их представлениях о Китае. По данным издательства «Джон Дэй», в период 1932—1949 годов было продано 1,5 миллиона экземпляров «Земли», однако далее спрос резко сократился, и до 1955 года разошлось всего 300 000 экземпляров. После появления покетбуков и в связи с последующими событиями, до лета 1972 года было продано ещё 2,4 миллиона экземпляров. В Китае публикация романа «Земля» началась в 1934 году в журнале «Дунфан цзачжи» с продолжением, в переводе некоего И Сяня. Книжное издание в переводе Ху Чжунчжи последовало в 1933 году и до 1939 года переиздавалось пять раз. Всего было осуществлено четыре перевода романа на китайский язык.

### Литературный дебют Перл Бак

#### «Восточный ветер, западный ветер»
Первый роман Перл Бак именовался в рукописи «Winds of Heaven» («Небесный ветер»), но после редактирования Робертом Уолшем превратился в «Восточный ветер, западный ветер». Сохранившаяся переписка с редактором показывает, что качество текста было неровным: Уолшу нравилась первая часть, «благоухающая Китаем», но ближе к финалу автор устала – начала  злоупотреблять американизмами и «банальными фразами» (письмо Дэвиду Ллойду — агенту Перл Бак — от 17 сентября 1929 года). По мнению Карен Леонг (Аризонский университет), Уолш использовал весь арсенал рекламных средств 1920-х годов. Реклама приучила американцев к поиску новизны и понятию «моральное устаревание», которое подстёгивало спрос. Перл Бак рекламировалась Уолшем как «литературное открытие», используя обстоятельства её биографии — белой женщины, живущей в Китае жизнью простых китайцев. В переписке с издателем и агентом, Перл Бак подчёркивала свою «обычность», которая отличала её от большинства американцев (письмо из Нанкина от 24 февраля 1931 года). В известной степени она мистифицировала публику, заявляя о своём незнакомстве с США, несмотря на получение магистерской степени в Корнеллском университете. Подчёркивание культурной дистанции характерно для литературной стратегии Перл Бак в начале её писательской карьеры. Она сознательно отмечала разницу между «своим» Китаем и расхожими образами тогдашней массовой культуры. Писательница стремилась к тому, чтобы китайские читатели подтверждали ей правдоподобие психологии героев, их поведения и жизненных ситуаций. В конечном итоге это удалось: в Китае вышло около пятидесяти рецензий и предисловий к разным изданиям перевода, в которых автора иногда укоряли за фактические погрешности. Общий тон, впрочем, был благожелательным: американке удалось показать китайцев в позитивном свете.
Роман «Восточный ветер, западный ветер» написан в эпистолярном жанре в виде цикла писем китаянки Гуйлань (Kwei-lan), обращённых «западной сестре». Главным для автора было передать переживания китайской девушки из традиционной семьи, брат которой порвал с традициями и привёз невесту из Америки. Это служит отправной точкой личностного развития героини. Несмотря на пристальное внимание прессы, по мнению П. Конна, роман, скорее, вызвал недоумение на фоне литературы «потерянного поколения», представители которого были равнодушны к женскому вопросу. Рецензенты подчёркивали познавательную ценность романа, так, в обзоре «New York Herald Tribune» говорилось, что «Бак расскажет нам о современном Китае больше, чем все газеты, выпущенные за год». Данный приём был использован для рекламы следующего романа «Земля». Уолш в рамках рекламной кампании выпустил четырёхстраничную брошюру «Некоторые сведения об авторе», в которой сообщалось, что Перл Бак всю жизнь провела в Китае, с детства носила китайскую одежду и жила по китайским обычаям. Иными словами, потенциальных читателей завлекали возможностью взглянуть на «настоящий Китай».

#### «Земля» и её экранизация

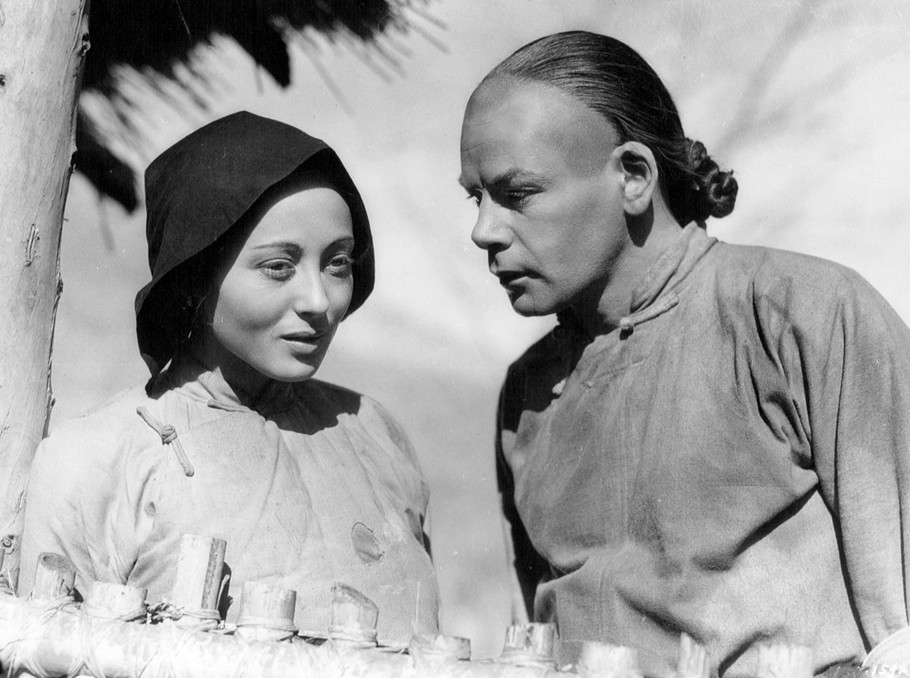
Пол Муни и Луиза Райнер в ролях Ван Луна и Элань в голливудской постановке 1937 года

Второй — и самый известный — роман Перл Бак посвящён теме борьбы человека с природой на фоне традиционного общества. Основной сюжет «Земли» завязан на образ крестьянина Ван Луна, гордого и амбициозного простолюдина, который стремится «выбиться в люди», дать образование сыновьям и приобрести собственную землю. С большим сочувствием описана его нелюбимая жена Элань (O-lan), чьи женские добродетели ничего не стоят в патриархальной системе. После того, как Ван Луну удаётся добиться богатства, он покупает красивую наложницу, и понимает, чего он лишился, только после смерти Элань, «приносившей ему удачу». В финале полученное состояние только отдалило Вана от вожделенной земли и собственных сыновей, которые уехали в город и не разделяют ценностей отца. Карен Леонг считала, что простота «библейского стиля» Перл Бак и острый реализм её описаний способствовал трансформации взглядов американцев на китайские реалии. Особо К. Леонг выделяет сцену родов Элань (над лоханью, причём она сразу возвращается к повседневному труду), написанную в отстранённой манере, напоминающей антропологические описания; именно это сделало текст о «чужом теле в чужом пространстве» приемлемым для публики и критиков. Представитель «Клуба книги месяца» Дороти Кэнфилд Фишер особо подчеркнула, что восточная тема для американцев до Перл Бак была лишь курьёзом, тогда как китайцы из «Земли» — «это наши родственники и соседи», пусть и отделённые половиной мира. В 1935 году за свой роман автор была удостоена медали Уильяма Дина Хоуэлла, которая вручается Американской академией искусств и литературы раз в пять лет за «самый выдающийся американский роман».
Перл Бак надеялась и на реалистическую экранизацию своего романа. В 1934 году она отправила на студию «Метро-Голдвин-Майер» длинное письмо, в котором предлагала поставить фильм целиком в Китае с китайскими актёрами, и приложила список локаций для съёмок и список актёров, пригодных для главных ролей. Однако руководство студии совершенно справедливо сочло, что гоминьдановское правительство будет пытаться вмешиваться в процесс производства картины, а китайские актёры будут для американских зрителей неприемлемой «экзотикой». Кроме того, из-за дискриминационных законов могли возникнуть сложности с въездом и работой в Голливуде китайских актёров. Производство фильма затянулось на два года, при этом сменились два режиссёра. Экранизация вышла в 1937 году, обеспечила хорошие кассовые сборы и удостоилась позитивной реакции критиков и обозревателей. К. Леонг считала, что фильм способствовал ориентальному взгляду на китайскую культуру, «застывшую в аграрном безвременьи», где женщины покорны и долготерпеливы, а мужчины аморальны.
По мнению К. Леонг, огромный успех романов Бак о китайских крестьянах объяснялся тем, что они появились в США во времена Великой депрессии, когда американцы массово столкнулись с социально-экономической незащищённостью. Ответом стал массовый миф о «возвращении к земле», выражением которого стал роман Стейнбека «Гроздья гнева»; этим тенденциям ранние романы Перл Бак полностью соответствовали. Иными словами, американские читатели и зрители убеждались, что в далёком Китае его обитатели испытывают те же самые проблемы. Более того, китайские романы Перл Бак укладывались в жанровые лекала «frontier novel», популярного у домохозяек. В частности, образ Элань полностью соответствовал литературным характеристикам «доброй жены» массовой литературы 1920—1930 годов, которая добивается успеха мужа ценой больших жертв. В качестве примера называется роман Глэдис Кэррол «Как повернулась Земля» (1933), действие которого происходит в сельской глубинке штата Мэн. Роман занял второе место в списке бестселлеров, и, как романы Перл Бак, был избран «книгой месяца».

### Перл Бак и литература о китайских крестьянах

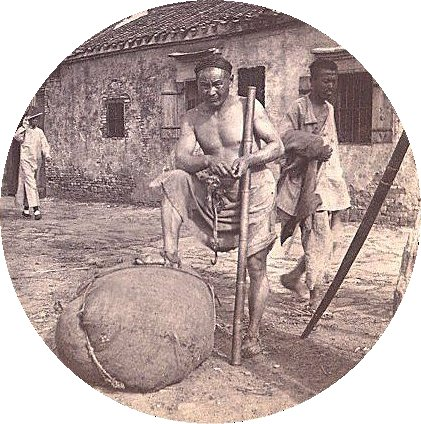
Кули из Чжэньцзяна. Фото 1900 года

По выражению Майкла Ханта, «Перл Бак создавала простой, статичный и общепонятный образ Китая». Из её романов нельзя понять, что китайскую деревню раздирали родовые, классовые и экономические конфликты, и селян использовали вышестоящие политические и военные структуры. Китайцы Перл Бак заперты в замкнутом цикле, в котором богатые занимают место бедных, а хорошие времена чередуются с плохими. Перл Бак была пионером, поставив китайского крестьянина в центр повествования, но он в её освещении был аполитичным. Поэтому, когда она пыталась в 1960-е годы писать о современном ей мире, становилось совершенно непонятно, как коммунистическая идея сумела пробудить эту страну. С другой стороны, Перл Бак имела возможность познакомиться со своими героями и изображаемыми реалиями непосредственно, из первых рук. Даже покинув Китай, она продолжала внимательно следить за событиями в стране и сверяться с новейшими публикациями; впрочем, эти последние уже не могли поколебать сложившегося мировоззрения. М. Хант отмечал, что упрощение было сознательным шагом писательницы, обращавшейся к максимально широкой аудитории. Для сравнения приводился опыт Эдгара Сноу: его подробный и откровенный отчёт о жизни коммунистических районов — «Красная звезда над Китаем» — к 1977 году разошёлся тиражом 65 000 экземпляров, что составляло примерно 2 % от тиража одного только романа «Земля» Перл Бак.
Хуан Сюцзи (цитируемый в статье Кан Ляо) обратил внимание на то, что крестьянство, хотя и высоко оцениваемое официальной конфуцианской пропагандой, в традиционном Китае занимало столь низкое социальное положение, что практически никогда не становилось предметом литературных описаний. Даже в классическом романе «Речные заводи» практически не упоминаются крестьяне, занятые земледельческим трудом. Фактически эта тематика стала интересна писателям после «Движения 4 мая», но именно американка Перл Бак в 1931 году опубликовала первый объёмный роман, целиком посвящённый жизни земледельцев Китая. Лу Синь, пренебрежительно отозвавшийся о Перл Бак, не писал романов, а его герои, хотя и происходят из деревни, но не являются земледельцами. Трилогия Мао Дуня 1932—1935 годов также относилась к жанру пролетарской литературы, интересы селян были писателю чужды. Содержание «Рассказов о Хуланьхэ» Сяо Хун не выходило за пределы «орнаментальной прозы». Послевоенные романы Чжоу Либо («Ураган») и Дин Лин («Солнце над рекой Сангань»), хотя и написаны крестьянами о крестьянах, но отражают крайне специфическую идеологизированную точку зрения. Их авторы участвовали в аграрной реформе, учили крестьян ненавидеть помещиков, а коммунистов грамотно организовывать сельскую бедноту. Хотя в этих романах представлены яркие картины сельской жизни, звучит живая речь, но их эстетика всецело посвящена политике вплоть до превращения романа в «руководство по революции». Не случайно, что оба писателя удостоились Сталинских премий.
По мнению современного китайского исследователя Кана Ляо, Перл Бак пыталась описывать отношения между китайскими крестьянами так, как она их воспринимала. Конфуцианские учёные-чиновники старого Китая презирали земледельцев и не считали их жизнь достойной описания. Коммунистические писатели следовали директивам Мао Цзэдуна об обострении классовой борьбы и политизации искусства, также искажая сельскую действительность. Мир, описанный в романе «Земля», переживает конфликты между человеком и природой, мужчинами и женщинами, отдельными индивидами, но не классами. Равным образом, достаточно гармоничны отношения между помещиком Цзином и арендатором Ван Луном, поскольку они взаимно зависят друг от друга. Более того, представители правящей верхушки более жестоки друг к другу, чем к своим арендаторам, потому что низшие сословия должны приносить доход. По факту, китайские писатели, работающие после 1970-х годов (особенно Чжоу Кэцинь, Чэнь Чжунши и даже Мо Янь), продолжают и углубляют именно те линии творчества Перл Бак, которые категорически отвергались левой критикой Китая, СССР и даже США. Среди всех перечисленных авторов, только Перл Бак долгие годы жила среди китайских крестьян и работала на основе собственного опыта, полученного в результате живого общения. В современном Китае она признаётся «прародительницей» деревенского жанра в китайской литературе.

### Перевод «Речных заводей»

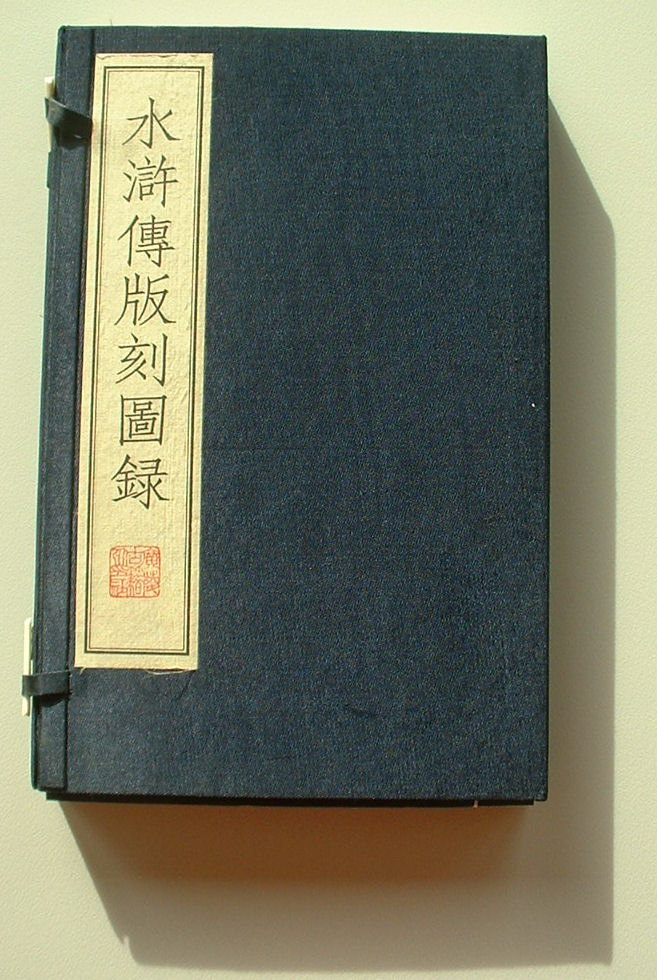
Обложка иллюстрированного издания романа «Речные заводи»

По мнению китайской исследовательницы Чжуан Хуапин, Перл Бак осуществила точный перевод классического романа «Речные заводи», однако её метод был подчинён определённой стратегии, которая может быть определена как «трансляция культуры». Писательница избрала для перевода краткую редакцию в 70 глав (версия в 100 глав была издана в переводе Сидни Шапиро только в 1980 году). Литературная стратегия Перл Бак проявилась даже в том, что она не стала воспроизводить оригинальное название романа. Взамен она использовала сочетание «Все люди — братья», которое является цитатой из «Лунь юя» (XII, 5) (кит. 四海之内皆兄弟, пиньинь sìhǎizhīnèi jiē xiōngdì), выражающей жизненное кредо главных героев. Во второй главе этот чэнъюй цитирует Лу Да, когда встречает Ши Цзина, и они действительно становятся побратимами, хотя ранее не знали друг о друге. Перл Бак широко использовала буквализмы, что было характерно и для стиля её собственных произведений; использование порядка слов и строения фраз позволяло передавать интонации и стилевые особенности китайского оригинала для англоязычного читателя. Это же указывала сама Перл Бак в предисловии — её важнейшей задачей было сохранение языкового строя оригинала, чтобы даже несведущий читатель «испытал иллюзию чтения по-китайски». Данный метод имел и свои границы: например, если возможно дословно переводить идиомы, то большую часть каламбуров, присутствующих в оригинале, возможно передать только перифразом. Перл Бак не считала возможным полностью отрешиться от стиля исходного текста, во имя понимания читателями смысла перевода, то есть она осознавала тесную взаимосвязь языка и культуры. Поэтому обвинения в «буквализме», по мнению Чжуан Хуапин, необоснованны, ибо перевод П. Бак позволяет «реконструировать» исходный текст. В то же время, это может свидетельствовать и о том, что на заре своей литературной славы, Перл Бак была не в состоянии в полной мере перейти на английский язык и стиль, и к традициям англоязычной литературы. В результате, перевод оказался невостребованным как широкими читательскими массами, так и специалистами. Объяснялось это тем, что если в 1930-е годы западная культура считалась безусловно передовой, а китайская — отсталой (воспроизводя политическую коллизию), то Перл Бак осуществляла в своём переводе обратный процесс — «подчиняла» английский язык и западную культуру китайскому языку и культуре. В собственных романах Перл Бак открывала Америке подлинный Китай, с его живыми обитателями; перевод классического романа был формой сознательного сопротивления колонизационной стратегии.
Карен Леонг в этой связи отмечала, что Перл Бак, разорвав отношения с миссионерской средой, от этого не перестала быть миссионером. Сместились акценты и задачи: понимая глубокое неравенство в геополитических и экономических позициях Китая и США, и не имея конкурентов в этом направлении, она монополизировала задачу демистификации Китая и гуманизации китайцев в глазах американского общества. Не испытав на себе тяжёлых последствий Великой депрессии, Перл Бак увидела в Америке контраст с охваченным революционной войной Китаем, и была настроена оптимистично. Это зачастую приводило к романтизации Китая и стремлению подчеркнуть в его культуре элементы вечности, причастность к которой, якобы, несёт в себе каждый китаец.

### Поэтика Перл Бак
Романы Перл Бак пользовались популярностью у широкой публики благодаря простоте стиля и пропаганде традиционных ценностей, а также умению «достучаться» до любой аудитории. Сама писательница никогда не проводила различий между «высокими» и «низкими» жанрами, и не считала, что романная форма предназначена только для избранных. Опубликовав в общей сложности более 70 книг (считая также детские книги, сборники рассказов и публицистики), Перл Бак осталась в истории литературы как автор романов о Китае. Г. Чеваско привёл следующую типологию книг П. Бак о Китае по тематическому признаку:
1. Китайская повседневность: «Земля», «Сыновья», «Мать», «Павильон женщин», «Пион».
2. Китай в интеллектуальном конфликте с Западом: «Восточный ветер, западный ветер», «Первая жена», «Молодой революционер», «Разделённый дом», «Изгнание» (он же «Чужие края»), «Ангел-воитель», «Родственники».
3. Китай в войне с Японией: «Патриот», «Драконово семя», «Обещание», «Полёт в Китай».

Исследовательница творчества Перл Бак С. Гао утверждала, что формирование писательницы происходило в русле китайской, а не западной литературы. Прозе Перл Бак, как и китайским романам, присуще сильное дидактическое начало, которое придаёт стилю Бак своеобразие в сочетании с реализмом «жизненной правды». Перл Бак никогда не воспринимала основы модернистской эстетики, отделяющей автора, текст и читателя друг от друга; писательница заявляла, что автор непосредственно должен определять осмысление текста читателем и участвовать в этом процессе. Сюжетная структура романов Бак соответствует эстетике классического китайского романа, с его универсальностью пространства и времени, неразделимости потока бытия и органических перемен. Ранние книги Перл Бак не конкретизировали географические и исторические детали, вплоть до неиспользования имён собственных, взамен которых фигурируют обобщенные наименования: the country, the South, the coastal city, the land. Равным образом не уточняются исторические события, то есть отсутствует конкретная временная привязка. В лучшем случае, присутствуют намёки на эпоху: «националистическое движение», «восстание», «вторжение вражеских сил». Герои зачастую безымянны: «мать», «первый сын», «младенец», «старик» — это персонажи-архетипы, чьи характеры или инстинкты заложены природой и обществом, неотделимыми в китайской культуре друг от друга. Критики постоянно упоминали и о «библейском стиле», поскольку Перл Бак широко использовала синтаксические инверсии, множественность соединительных союзов для связи простых предложений, аллегоричность. Сама писательница настаивала, что её стиль китайский, а не библейский. Историк Джонатан Спенс, однако, утверждал, что архаизированная стилистика романов Перл Бак отсылала к философии Просвещения, Монтескьё и Гегелю, которые определяли китайцев как внеисторический народ.
Литературные достоинства романов Перл Бак критиками оценивались невысоко. Утверждалось, в частности, что «многозначительность эпизодов нередко становилась самоцелью», а используемые писательницей художественные методы «излишне прямолинейны и примитивно иллюстративны». На фоне Киплинга, Томаса Манна, Бунина, приёмы Перл Бак архаичны, восходя к традиции английских реалистов XIX века. Простота изложения сочеталась с «кажущейся монументальностью» и экзотикой далёкой страны, впервые преподанной в реалистической, а не романтической манере. Встречаются и противоположные мнения, что тематика романов Перл Бак далека от характерной для массовой литературы своего времени; она наследует традиции литературного реализма с элементами натурализма, тогда как «бытоописание, искусство точной детали соединяется с романтической приподнятостью, мелодраматизмом и сентиментальностью».

### Модели поведения персонажей в романах Перл Бак
Примечание: отбор текстов осуществлён согласно диссертации Р. Дханалакшми

#### «Сыновья»

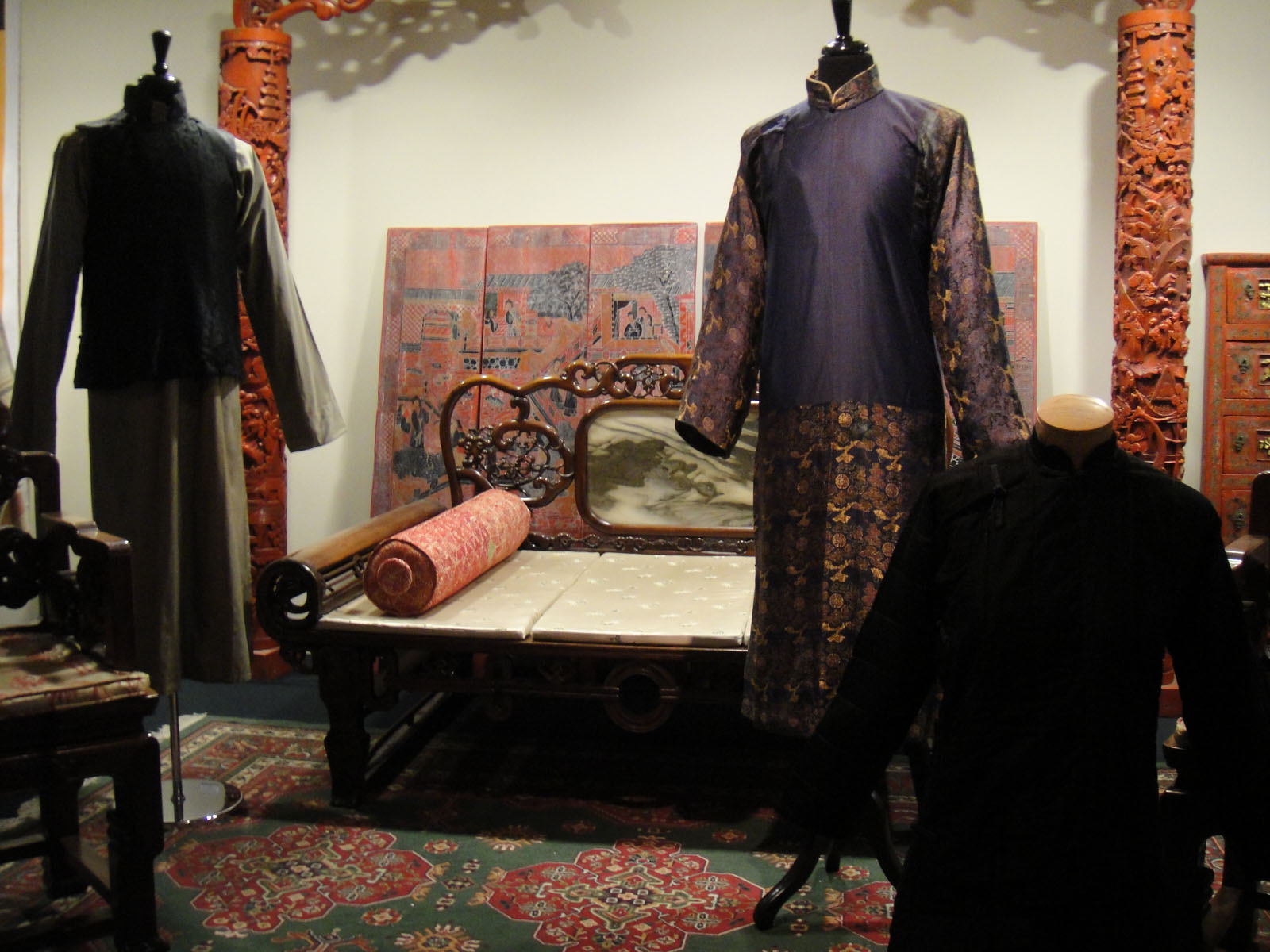
Реквизит и костюмы из фильма «Земля», выставленные перед аукционом в 2011 году

Романы «Сыновья» и «Разделённый дом», являясь продолжениями «Земли», завершили трилогию «Земля — убежище» (или «Дом земли»). Действие романа «Сыновья» происходит во время Синьхайской революции. В стране царит хаос, и действующие чуть ли не тысячелетие ценности радикально пересматриваются на глазах одного поколения. В этом романе ощущается сильное влияние классического текста «Речные заводи», над переводом которого работала Перл Бак. После смерти Ван Луна его старший сын становится помещиком-паразитом, Ван Средний — ростовщиком, а самый младший — Ван Тигр — идёт в армию. Именно Ван Тигр и является главным героем, который волю и энергию полностью унаследовал от отца, но при этом жаждет только власти и денег. Ему удаётся сколотить свою дружину и стать мелким милитаристом. Герои романа впервые начинают задумываться над вещами, выходящими за пределы повседневного опыта, в том числе свободы и равенства для всех. Ван Тигр больше не хочет придерживаться конфуцианских норм и смело идёт против воли отца, а затем и более могущественных военачальников. Сюжет замыкается в финале, когда против отца выступает его собственный сын Ван Юань, не желающий славы и власти, его тянет на землю, как деда-крестьянина. В конце романа Юань бежит из военной академии и отправляется в старый деревенский дом. Питер Конн определял этот текст как «моралите»; однако, как и всегда у Перл Бак, главными действующими лицами являются женщины — жёны главных героев. Именно через их характеры передан основной конфликт поколений и ценностей. Воплощением старого Китая являются жёны Помещика и Купца, а также вторая жена Тигра. Их интересуют только сплетни, ссоры и званые обеды, даже воспитание детей и быт отступают на второе место. Однако они свято чтут традиции и традиционные модели поведения, за что их уважают мужья; Ван Старший советуется с женой по денежным и земельным вопросам. Им противостоит первая жена Вана Тигра, которую именуют Леди. Перл Бак взяла за основу её образа тип «новых женщин», который появился в 1920-е годы в Шанхае и Гонконге. Леди воспитана в городе, получила хорошее образование, и величает Тигра вместо традиционного обращения «господин», «отцом своих детей». Впрочем, невзирая на свой ум, она оказалась не в состоянии переломить системы: когда она родила девочку, Тигр отдалился от неё. Леди всецело посвящает себя дочери Айлань, запрещает бинтовать ей ноги, а затем увозит в Шанхай, где отдаёт в школу. Критики не оценили образа ещё одной энергичной женщины — возлюбленной бандита Леопарда. Она хитра, невероятно умна, властна, горда, а главное, желает подчинять, а не подчиняться. Она надеялась получить контроль над территориями и людьми, изменить устоявшийся строй, захватить власть и показать, на что способна женщина.

#### «Разделённый дом»
Действие «Разделенного дома» происходит в 1920-е годы, когда власть милитаристов ослабела, а раскол общества усилился. Семья Вана Старшего окончательно порывает с землёй и переезжает в Шанхай. Ван Тигр лишается власти и никак не может совладать с сыном Юанем. Более того, тот уезжает в Америку (и это первое появление США в беллетристике Перл Бак). Американские впечатления Юаня описаны отстранённо, он видит проявления расизма, но при этом восхищается природой, благоустройством быта, статусом женщин, энергией и оптимизмом людей. Вернувшись в Китай, он более не может жить в деревне и подчиняться догмам старых мудрецов. Более того, не сумев укрыться в старом доме деда, Юань не чувствует себя своим и в городском доме дяди Вана Старшего. Молодой человек не в состоянии определить своё место в обществе; его одновременно отталкивают конфуцианцы, коммунисты и Гоминьдан. Юань — прагматик, и, как все китайцы нового поколения, обладая умом и проницательностью, не в состоянии долго следовать одним и тем же идеалам. Юань ощущает «магнетизм революции», однако не может принять её методы; его трогают страдания крестьян и одновременно отталкивает их жизнь; знания, полученные за шесть лет обучения в Америке, не имеют в Китае никакого значения. У мира Нового Китая нет будущего, а крушение империи принесло лишь войну и хаос, сделав жертвами истории всех жителей страны.
Как всегда у Перл Бак, своеобразно представлена в романе женская тема. Жёны Вана Старшего адаптируются в Шанхае, перенимают западные моды и даже стереотипы поведения, сохранив конфуцианскую мораль и этику «изнутри». Леди продолжает свою борьбу за право женщин на независимость и равенство с мужчинами, в частности, права на выбор мужа и возлюбленного. Затем Леди создаёт приют для брошенных родителями после рождения девочек, чтобы вырастить из них равноправных членов общества. Её феминизированная дочь Айлань не в состоянии, однако, реализовать мечты своей матери: вращаясь в богемных кругах, она вырастает внутренне пустой, легкомысленной девушкой. Забеременев, она вынуждена выйти замуж за первого встречного. Айлань противопоставлена судьба одноклассницы Юаня, вступившей в ряды коммунистической партии, свободной духом и живущей мечтами о революции. Эти образы показывают изнанку модернизации Китая; им противопоставлена приёмная дочь Леди — Мэйлинь, впитавшая всё лучшее от старого и нового Китая. Мэйлинь настойчива, но не агрессивна, внимательна, но не пассивна, знакома с либеральными идеями и при этом не теряет связи со своим народом.

#### «Мать»
Роман, опубликованный в 1935 году, повествовал о тяжёлой судьбе женщины Китая в обычном для Перл Бак усреднённом стиле, иногда перемежающимся лирическими зарисовками. Сюжет перекликается с мотивами «Земли», но демонстрирует иную — жестокую — сторону китайской женской доли. Главная героиня лишена имени, она известна читателю только как «Мать»; прочие персонажи двумерны и служат фоном или объектом её действий. Судьба героини вписана в круговорот поколений: роман открывается тем, что главная героиня заботится о пожилой родительнице, в финале ей самой служат следующие поколения. Её муж, двумя годами моложе, слаб, безрассуден и жаждет переселиться в город. В результате Матери приходится смириться с тем, что она брошена. Ей приходится испытать горечь одиночества, желания мужской ласки, страданий от клеветников. Забеременев от бродячего торговца, она вынуждена сделать аборт. Её понимает старший сын, но третирует невестка, вдобавок, она ненавидит ослепшую сестру своего мужа. Сестру в конце концов выдают замуж, но когда через год Мать отправляется навестить дочь, выясняется, что та уже умерла от жестокого обращения. Самый младший и любимый из сыновей Матери присоединился к коммунистам, был схвачен и обезглавлен властями. Однако, в отличие от бессловесной Элань, Мать не собирается страдать молча. В романе представлена сцена, когда её муж является из города с золотым кольцом, и Мать хочет посмотреть, настоящее ли оно. Когда муж-гуляка отказывается показать его, Мать набрасывается на него с кулаками и царапает лицо. Мать поднимает сыновей без мужа и сама растит урожай на поле, а чтобы избавиться от сплетен, нанимает «писаку», который отправляет письма якобы от её мужа, которые можно показать соседкам.

#### «Драконово семя»

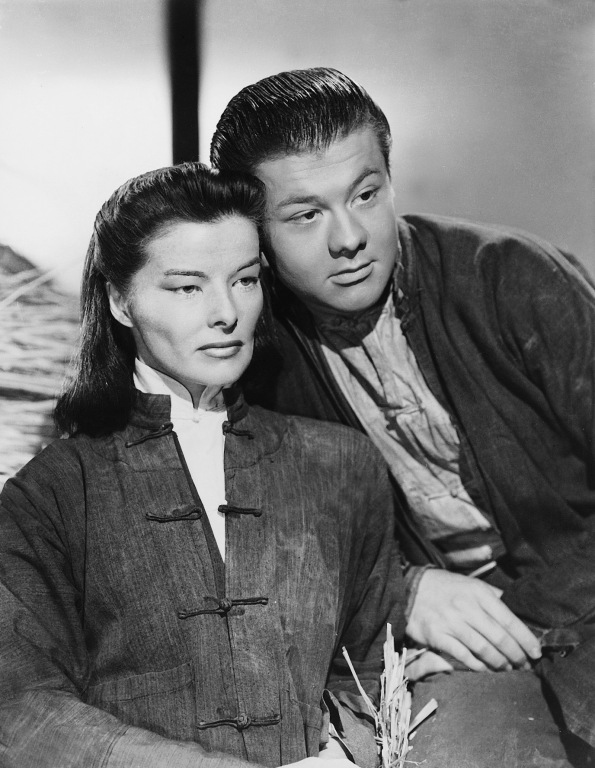
Кэтрин Хепбёрн (в роли Нефрит) и Турхан Бей (в роли Лао Эра) в промо-фотографии к фильму «Семя дракона». «Метро-Голдвин-Майер», 1944

Поскольку социальная система старого Китая предусматривала, что у каждого человека есть своё место, роман «Драконово семя» был посвящён месту женщины в семье, на земле и в традиции. Главная героиня — Нефрит, — по крайней мере, равна своему мужу Лао Эру, более того, она единственная грамотная в своей семье. Её свекровь Линь Сао образцово исполняет свои обязанности жены, матери, затем и бабушки. Нефрит стремится никому не подчиняться, находясь в рамках традиции. За буйный нрав её прозвали «Тигрицей». Муж избивал её, но она не терпела покорно, била и царапала его, а однажды так прикусила за ухо, что следы остались на всю жизнь. В то же время она его искренне любит; со временем именно Нефрит стала главой семьи и дома, от которой зависит всё. Она помогает мужу в поле, встаёт раньше всех в доме, разжигает очаг и готовит еду. Когда началась война с японцами, Нефрит поддерживает Лао Эра, который решил остаться на земле, хотя его брат с женой Орхидеей решились бежать. Кончается это тем, что их убивают японские оккупанты, подвергнув насилию. Нефрит помогает мужу выкопать бомбоубежище, делает тайники для риса и солит курятину и свинину, сообщив оккупантам, что весь скот перемёр от эпидемии. Она решилась отравить целый японский гарнизон, и оказалась единственной в деревне, кто пошла в бой плечом к плечу со своим мужем. Образ Нефрит одновременно демонстрирует силу китайского национального характера и что даже крестьянки были активно вовлечены в общественно-политические движения 1930-х годов. В романе явно представлен мотив взаимоперехода мужского и женского начал, характерный для традиционной китайской культуры, в которой «благородный муж» наделялся определёнными женственными характеристиками, а женщина была одновременно (по выражению В. Ван) и «недо-» и «сверхчеловеком».

#### «Павильон женщин»
В этом романе Перл Бак попыталась изобразить ситуацию со сменой парадигмы «мужское — женское» в Китае 1940-х годов и изменение форм конфликта «старого» и «нового» Китая. В те времена на законодательном уровне женщины получили доступ к образованию, обрели возможность выбора профессии, были упразднены бинтование ног и институт наложниц. Главная героиня романа — мадам У — была новым типом для творчества писательницы; впервые Перл Бак коснулась темы жизни высших классов. Мадам У — семейный матриарх, за 24 года замужества которой она возглавила клан из 60 человек, в том числе трёх сыновей, которые полностью покорны воле матери. При этом её внешность и манеры далеки от маскулинных, она очень красива и женственна. Подавляющая её китайская традиция одновременно предоставляет ей важнейшие права в управлении домом и детьми, однако мир ограничивается стенами дома. Ко времени начала действия, 40-летняя мадам принимает решение радикально поменять свою жизнь, и начинает с отказа от супружеских обязанностей, взамен чего подыскивает мужу наложницу (что уже становилось анахронизмом) и стремится побыстрее женить сыновей; и в дальнейшем она пользуется домочадцами как шахматными фигурами. Перл Бак много рассуждает о китайской семейной психологии; так, мадам У размышляет о гендерных ожиданиях, которые возлагались на неё до и после замужества. Внешне простое решение приводит к настоящей лавине непредусмотренных последствий (например, мужу не о чем поговорить с наложницей, затем она рожает девочку и пытается покончить с собой). Мадам даже не осознавала, что никогда не любила мужа, пока не встретила католика-ренегата, брата Андре, которого наняла учителем языков для младшего, четвёртого, сына. Именно брат Андре преподаёт всесильной главе семьи важнейший урок — опыт самопознания. Она учится мягкости, которая усиливает её врожденную силу, но при этом принимать решения, которые приносят радость домочадцам. Вообще, психологическая картина необычна: мадам У проявляет индивидуализм, не свойственный китайцам, и при этом, желая свободы, не собирается отказываться от своего долга. Соединить всё это воедино ей помогает любовь, которой тоже надо учиться. Данная коллизия усилена линией одного из сыновей мадам У, который учился в Америке. Мать сговорила его с будущей невестой ещё ребёнком, и он возвращается из США, чтобы исполнить свой долг. Американской возлюбленной он объяснил, что брак служит продолжению рода, но люди Запада обманывают себя, называя это любовью, тогда как китайцы прагматичны. Эмансипированная жена второго сына — её имя Жулань — воплощает женщину Нового Китая. По отзывам критиков, роман «Женский павильон» был одним из самых значительных произведений Перл Бак.

#### «Пион»

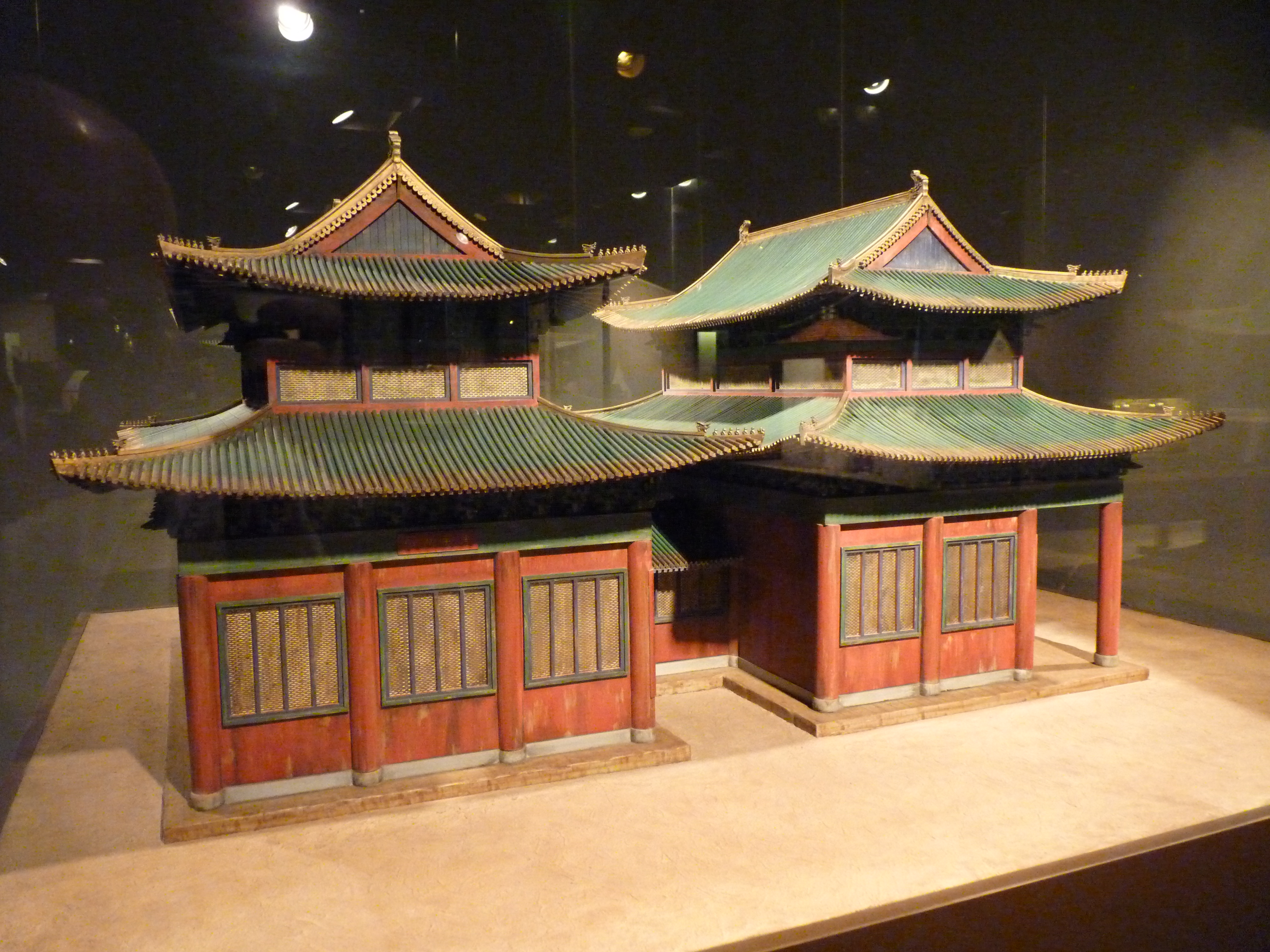
Макет кайфэнской синагоги. Музей Диаспоры, Тель-Авив

Особое место в творчестве Перл Бак занимал роман «Пион», опубликованный в 1948 году. Он был посвящён малоизвестному явлению — еврейской общине в Китае. Действие происходит в начале XIX века, главный герой — купец Эзра бен-Израэль, сын еврея и наложницы-китаянки, женатый на гордой еврейке Наоми, от которой имеет сына Давида бен-Эзра. В их жизни причудливо сочетаются соблюдение кашрута и шаббата, и обучение у конфуцианских учёных, созерцание луны и праздники в компании певичек. Главной лирической героиней является Пион — служанка, купленная Давиду в детстве, благодаря чему избежала бинтования ног. Пион стала своего рода компаньонкой, и считает пребывание в доме Эзры удачей. Мадам Наоми неосознанно учит Пион силе духа и обычаям, не характерным для китайских женских покоев. Она с самого начала показывает, что является силой, с которой должны считаться все. Наоми не хочет, чтобы Давид взял в жёны китаянку, ибо боится, что евреи Китая растворятся в среде, окружающей их. Она присмотрела сыну Лию — дочь раввина их общины, и воспользовалась обычаем, по которому невеста воспитывается в доме жениха. Лия пытается сблизиться с будущей свекровью, но боится её силы, хотя и старается угодить ей. Эта линия заканчивается трагедией — Лия покончила жизнь самоубийством. Мадам Наоми видит сближение Давида с Пион, и знает, что Давид не желает жениться на Лие. Однако её гнев только усиливает решимость китайской служанки; хуже всего то, что Давид не обращает внимания на её чувства, ибо влюблён в Гуйлань. После смерти мадам Наоми Давид берёт Гуйлань в жёны, но Пион полностью контролирует её, навязывает манеру одеваться, использовать духи, даже снимает повязки с её ног. Наконец, Пион принимает решение уйти из дома и принять буддийское монашество, но даже надев рясу, периодически возвращается и сохраняет власть над домом. В финале община рушится: раввин умирает, заброшенную синагогу разносят по кирпичу.
В этом романе Перл Бак использовала несколько стратегий историко-культурного описания. Главный замысел романа строится вокруг идеи о китайском мультикультурализме и реализуется в форме множественных бинарных оппозиций. Процесс «культурного приближения» в романе идет в направлении усвоения еврейской общиной китайской культуры, отказ от превосходства еврейской культуры и усвоения китайского образа жизни. В сцене похорон Эзры бен-Израэля выясняется, что ритуал погребения уже неотличим от буддийского; на стенах синагоги вывешены изречения, очень далёкие от иудаизма. «Приближения» китайцев к еврейской культуре при этом не наблюдается. При всей доброжелательности и толерантности китайцы не делают попыток познать «чужую» для культуру.

#### «Три дочери мадам Лян»
Противоречия Китая накануне «Культурной революции» отразились в одном из поздних романов писательницы — «Три дочери мадам Лян» (1969). Создание Китайской народной республики привело к колоссальным изменениям в социокультурном статусе женщин. Принятый в 1950 году закон о браке запретил многоженство и принуждение к браку, дал право на свободный выбор супруга и развод с получением алиментов. Женщины получили право владения собственностью и право на наследство. Главная героиня — хозяйка шанхайского ресторана высокой кухни. Она училась в Париже, пристроила трёх своих дочерей — Грейс, Мерси и Джой — в Америке, и живёт в доме, который до революции принадлежал её американским друзьям. Поскольку ресторан пользуется вниманием представителей новой власти, мадам Лян безбедно может жить в новом мире, реалии которого напоминают социализм Оруэлла, но душевно её поддерживают только гадания на «Ицзине» и каноны Конфуция и Мэн-цзы. КНР в изображении Перл Бак — лицемерная страна, в которой господствует бесправие и неравенство, противоречащие партийным идеалам. Далее из США возвращаются дочери главной героини, повергая её в страх за их судьбу. Писательница очень прямолинейно противопоставляла «свой», старый Китай, с определяющими все аспекты его бытия ценностями и нормами, и пугающий Новый Китай. Мадам Лян, как её описывала автор, очень напоминает мадам У «Павильона женщин», схожие у них и моральные устои. Мадам выросла в конфуцианской семье и этот базис не может быть поколеблен. Это не мешает ей наслаждаться всеми достижениями западного мира.
Фундамент жизни мадам Лян одинаково укоренён в старом Китае и современности. Она вступила в Париже в революционный кружок, в Шанхае вышла замуж за революционера, и вынуждена была его бросить, когда муж привёл домой наложницу, потому что жена подарила ему дочерей и ни одного наследника. При этом она никогда не испытывала сожаления, что родила дочерей, потому что «женщина столь же ценна, как и мужчина». Муж забыл о данных ранее клятвах, что их брак не будет похожим на семьи родителей. Мадам Лян при этом — горячая патриотка Китая, и желает, чтобы дочери обязательно вернулись, принеся в страну «свежесть Нового Света». Старшая дочь Грейс, получив образование врача, возвращается, чтобы заниматься изучением китайской медицины и влюбляется в молодого врача Лю Бана, несмотря на то, что он неумён и состоит в партии; она успешно адаптируется к реалиям маоизма. Средняя дочь вышла замуж за учёного-ракетчика и они бежали из США, чтобы муж смог самореализоваться. Новому Китаю нужны ракеты, однако Джон отказывается работать над оружием и сослан в деревню, а потом и в угольную шахту. Мерси в отчаянии обращается к матери, и Лян идёт к министру Чжао Чжуну, с которым была близка в студенческие годы. Таковы две модели адаптации к новой реальности. Непутёвая младшая дочь Джой не собирается оставлять Америку, но находит покой в браке с художником-китайцем. «Три дочери мадам Лян» оказался самым политизированным романом Перл Бак.

#### «Горожанин»

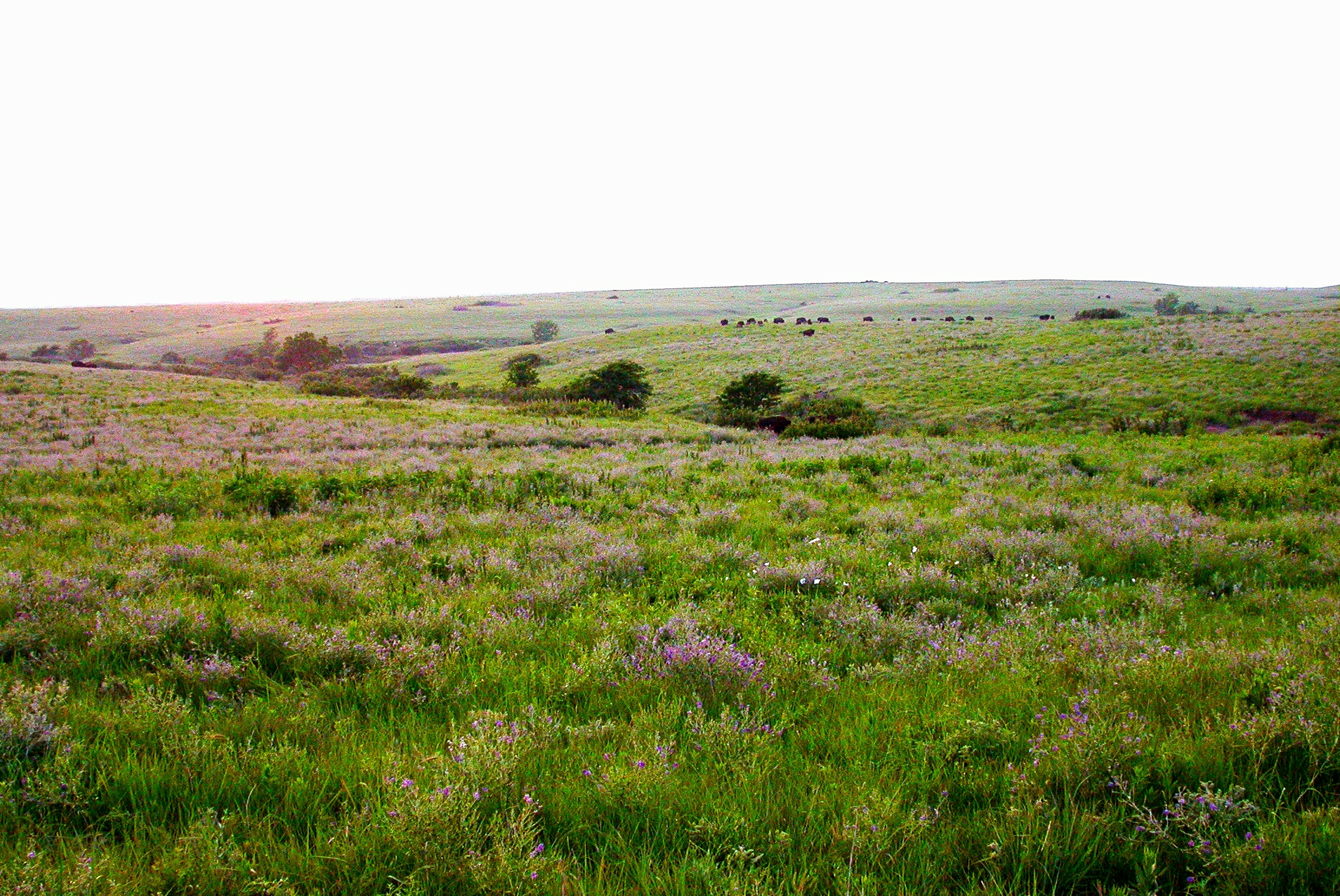
Великие равнины в Канзасе близ Флинт-Хиллз в 2003 году

Данный роман Перл Бак был написан на американском материале и опубликован под мужским псевдонимом «Джон Седжес». Писательница, судя по интервью и воспоминаниям, хотела доказать многогранность своего творчества, а также, отчасти, дать ответ критикам, которые считали причиной её успеха только интерес публики к экзотике далёких стран. Она устала от двойного пренебрежения собой — как женщины-писательницы и как выразительницы интересов Китая. Первый эксперимент в этом направлении был поставлен в 1938 году, но роман «Это гордое сердце» не был замечен критиками и плохо продавался. Новый роман 1945 года получил резонанс: сразу же разошлось несколько десятков тысяч экземпляров, роман был отмечен Гильдией литераторов. Некоторые критики догадались об истинном авторстве.
Перл Бак, ставя свой эксперимент, намеренно изучала литературные тенденции и предпочтения публики и сознательно ввела в «Горожанина» основные формулы массовой американской литературы тридцатых — сороковых годов XX века. Книга посвящена поселенцам в Канзасе, это исторический роман, действие которого происходит на рубеже XIX—XX столетий (не доходя до начала Первой мировой войны). Интерес американцев к теме «возвращения к земле» не угас, вдобавок, Перл Бак по определению Р. Дханалакшми, «смотрела с завистью» на успех «Унесённых ветром». Поэтому главной темой нового романа стали «истинные американцы», которые стойко преодолевают невзгоды и осваивают новую землю, ради которой перебрались за океан.
Главный герой — англичанин Джонатан Гудлифф, который в 15-летнем возрасте приехал в Соединённые Штаты строить новое общество. Канзас был избран местом действия не случайно, во-первых, потому, что его равнины напоминали окрестности Сучжоу, которые много значили для Перл Бак. Во-вторых, писательница пользовалась воспоминаниями 80-летнего Джона Уолша, дяди её супруга Ричарда; много деталей его биографии перекочевало в роман. Впрочем, главным лейтмотивом стало «укоренение»: Перл Бак под мужским именем попыталась утвердиться в качестве американского писателя, и создать свою собственную мифологию фронтира. Английское происхождение главного героя также «перекидывало мостик» к главному писателю Перл Бак — Диккенсу, который дважды упоминался в тексте романа. С Диккенсом мир «Горожанина» связывает и неприкрытая сентиментальность изображения реалий американского городка. Как обычно, Перл Бак мастерски описывала невзгоды пионеров и суровость природы: бесконечные зимние метели и летняя жара как бы обрамляют патриархальные добродетели, без которых немыслим американский город в глубинке. Для дочери и жены миссионера, которая с младенчества наблюдала самые низменные картины китайской нищеты, мир сельской Америки казался чуть ли не раем земным. Когда отрицание американскими писателями традиционных сельских ценностей достигло пика, Перл Бак ещё находилась в Китае, а идеалы американского среднего класса навсегда остались для неё чуждыми.
Джонатан Гудлифф живёт и действует в декорациях вымышленного города Медиан, в котором он хочет создать самодостаточное сообщество, способное устоять против любых потрясений на Великих равнинах. Также он открывает первую школу на много миль в окрестностях. При этом Гудлифф отчётливо противопоставлялся героям вестернов: он не умеет ездить верхом, стрелять, не стремится добывать золото и даже не употребляет алкоголя. Его вариант героизма — это каждодневный продуктивный труд на благо своему дому и семье, противопоставляемый приключениям на стороне. Отчасти, эта модель была уже рассмотрена Перл Бак в большой статье «О мужчинах и женщинах» (из одноимённого сборника статей 1941 года), в которой она рассмотрела свои идеалы гендерных ролей. Перл Бак считала, что идеал мужчины — это «взрослый» человек, который преодолел желание решать любые проблемы насилием, и укоренён в своей семье. Носительницей семейных ценностей выступает женщина — хозяйка домашнего очага. Много страниц книги посвящены повседневности Джонатана: как он строит дом, преподаёт в школе, чинит одежду, растит младших братьев и собственных сыновей. Перл Бак затронула и тему расового отчуждения на примере единственной чёрной семьи в Медиане. Негры появились в Канзасе в результате «исхода» из южных штатов, проигравших в Гражданской войне. Семейство Парри стало верной опорой для Джонатана, несмотря на нетерпимость соседей, и в финале становятся одним из самых процветающих в городе. Старший сын — Бомонт Парри — был самым успевающим из учеников Джонатана; в конце концов он получает щедрое пожертвование от белого благотворителя, получает образование и становится успешным в городе врачом. Впрочем, он предсказывает новую великую войну, после которой Америке грозит раскол. В этом плане Перл Бак полностью осталась в рамках собственного «секулярного миссионерства». Финал романа оптимистичен: престарелый Джонатан любуется отстроенным им городом и золотым морем созревающей пшеницы.

## Память

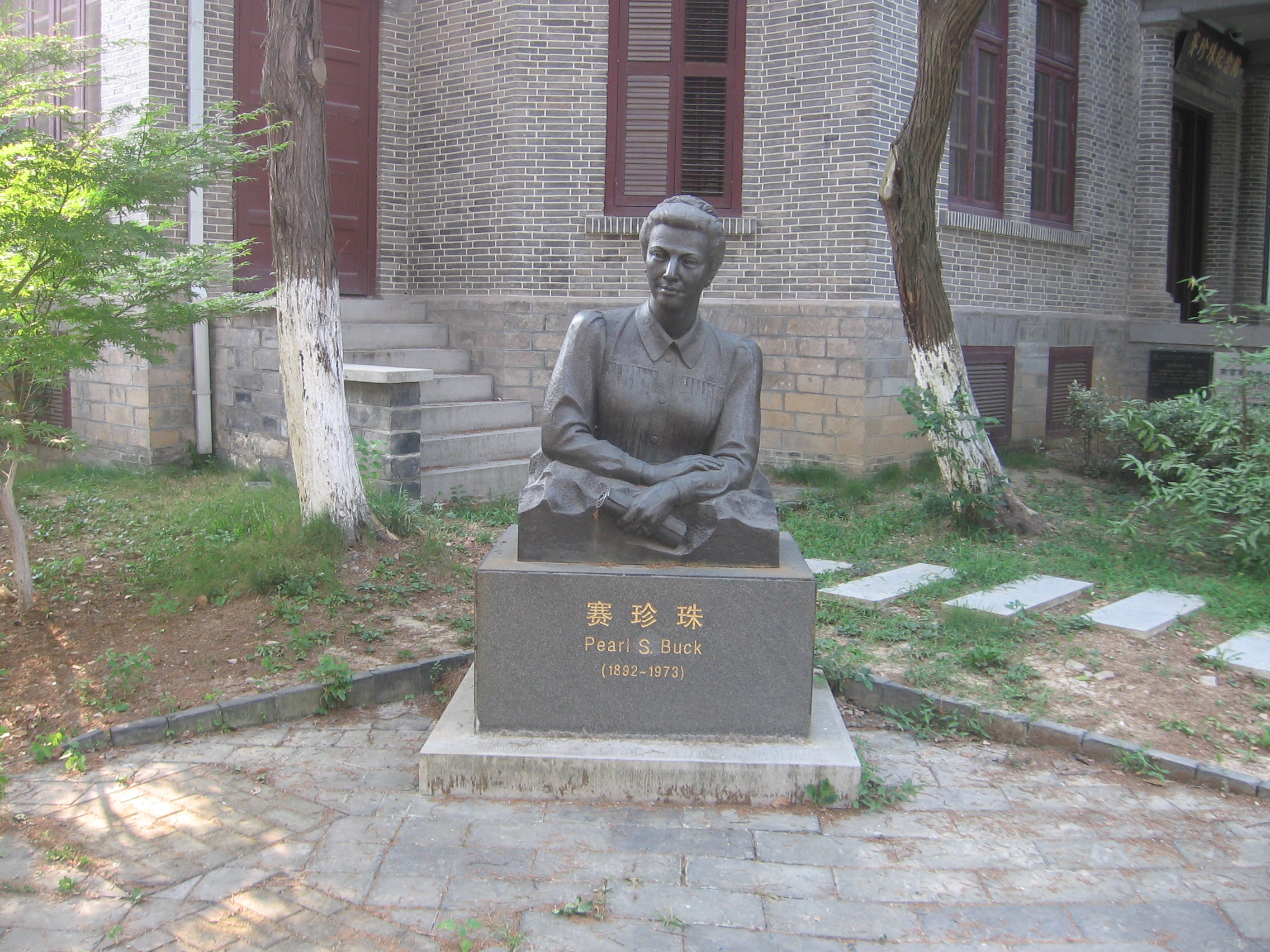
Памятник Перл Бак (Сай Чжэньчжу) в кампусе Нанкинского университета

### Литературная критика
В первой половине XX века в США жили и действовали пять писателей и публицистов, активно распространявших сведения о Китае и участвовавших в событиях, происходивших в этой стране. Так совпало, что фамилии их всех начинались с буквы «S»: Анна Луиза Стронг, Эдгар Сноу, Агнес Смедли, Джон Лейтон Стюарт и Перл Сайденстрикер Бак. По словам Стивена Рэкмана, литературная репутация П. Бак как в США, так и в Китае, в значительной степени носила внетекстовый характер, отражая как культурные доминанты, так и политические перипетии эпохи. Американская литературная элита либо преднамеренно игнорировала книги Бак, либо активно критиковала за искажение исторического прошлого Китая (единственным исключением был Синклер Льюис). Высказывались и мнения, что на решение Шведской академии оказало влияние начало японо-китайской войны. Творческое наследие Перл Бак оценивалось как форма американского ориентализма, а с другой стороны как сентиментальная литература для женщин. Так, в 1932 году на страницах газеты «Нью-Йорк Таймс» роман Бак «Земля» был подвергнут резкой критике со стороны китайского учёного Цзяна Канху, который утверждал, что все описанные события и персонажи не являются типичными для китайского общества. Ему оппонировал Линь Юйтан, племянник которого начал перевод романа на китайский язык. Критики, выступавшие в защиту писательницы, также использовали социологические аргументы, поскольку Цзян Канху выступал с элитистских позиций господствующего класса, тогда как в литературе на передний план выходили проблемы и образы простых людей. Цзоу Жэньхуань также утверждал, что романы Перл Бак нельзя сравнивать с подлинно китайскими описаниями крестьянской жизни, принадлежащим кисти Лу Синя, Мао Дуня, и других. Поскольку Перл Бак не скрывала негативного отношения к китайским коммунистам, после 1949 года её романы последовательно критиковались в Китайской Народной Республике как «империалистическая пропаганда».
В СССР кратковременный всплеск интереса к Перл Бак относился к периоду 1930—1940-х годов, и после 1949 года (создания КНР) она «отошла на дальнюю периферию штудий в области американской литературной истории». В 1934 году фрагменты романа «Земля» увидели свет в русском переводе Н. Дарузес в «Интернациональной литературе» и «Прожекторе», и в том же году вышло отдельное издание, предваряемое статьёй поэта и знатока Китая С. Третьякова; в 1935 и 1936 годах роман дважды переиздавался. Таким же образом публиковался роман «Сыновья» — одновременно отдельной книгой и частями в периодических изданиях, в том числе «Красной нови» и «Огоньке». Между 1933—1938 годами в советской прессе появилось около двух десятков положительных рецензий на произведения П. Бак, одна из которых была написана Н. К. Крупской; С. Третьяков также сыграл свою роль в повышении литературной репутации американки. При этом у советских литературных институтов так и не сложилось содержательных контактов с писательницей, сложным был вопрос о выплате ей гонораров, которые перечислялись в рублях на особый счёт; о возможности воспользоваться им Перл Бак вела переписку в 1937 и 1943—1944 годах. В результате, она так и не получила гонорара ни за опубликованные в 1930-е годы книги и рассказы, ни за роман «Драконово семя», вышедший в 1942 году, — её последняя публикация в Советском Союзе вообще. Далее, на фоне советско-китайского конфликта 1960-х годов, изредка появлялись сдержанно-нейтральные рецензии на новые произведения П. Бак, но не последовало ни переизданий, ни новых переводов.
Только в 1965 году была выпущена полноценная биография Перл Бак, содержащая комплексную оценку её литературных работ. Книга была написана Полом Дойлом на основе интервью самой писательницы; после кончины Перл Бак последовал переработанный вариант 1980 года. «Переоткрытие» наследия Перл Бак маркировалось симпозиумом, проведённым в 1992 году к её столетию бывшей альма-матер — Женским колледжем Рэндольфа — Мэйкона. В статье Джеймса Томпсона в «The Philadelphia Inquirer» она была названа «самым влиятельным автором книг о Китае со времён Марко Поло». Было выпущено большое количество монографических и диссертационных исследований, последовали электронные издания её произведений. С одной стороны, они расширили источниковый материал, была прослежена китайская часть её биографии, с другой, продолжались обвинения писательницы в сентиментализме и ориентализме (в том числе со стороны Тони Моррисон). В общем, по оценке Д. Лёниной, Перл Бак часто рассматривается исследователями односторонне в качестве представителя массовой, популярной литературы, подразумевающей принадлежность WASPам; общественного деятеля и миссионера. В силу преобладания китайской тематики в романах писательницы, сложилась тенденция анализировать её тексты либо в качестве документов (или псевдодокументов) по истории Китая, либо в качестве прогрессивной феминистской литературы, отражающей гендерные аспекты американского ориентализма. На этом фоне выделяется «культурная биография» Питера Конна, который рассматривал наследие Перл Бак как пионерный вклад в подлинный мультикультурализм с западной точки зрения. Собственно, именно П. Конн заявил, что в романе «Земля» вообще отсутствуют стереотипные ориентальные мотивы, характерные для любых западных описаний Китая того времени. Именно это, а также библейская тональность, и сделало широкую англоязычную аудиторию восприимчивой к текстам Перл Бак: переживания и лишения «маленьких людей» Китая приобретали универсалистскую коннотацию. С другой стороны, выяснилось, что китайские исследователи воспринимают Перл Бак как личность, отчасти сформированную китайской культурой. Питер Конн также ввёл в научный оборот много новых источников, в частности, он имел доступ к делу, заведённому на писательницу в ФБР; во время поездки в Китай в 1993 году, исследователь имел возможность опросить людей, ещё помнивших Перл Бак в Сучжоу и Нанкине.

### Памятные места. Архивы
В августе 1973 года был открыт Национальный зал славы женщин, в который в день открытия были помещены имена двадцати выдающихся американок, включая Элеонору Рузвельт, Амелию Эрхарт и Перл Бак. У себя на родине Перл Бак лично принимала участие в создании дома-музея на ферме, где она родилась. Сельский дом Гринхиллз, в котором писательница прожила около 40 лет, внесён в Национальный реестр исторических мест США. В Китае с начала XXI века открыты ещё три дома-музея, посвящённых памяти Перл Бак: в Чжэньцзяне, Сучжоу и Цзюцзяне. Существует памятный зал писательницы в Пучхоне (Кёнгидо, Республика Корея). В мае 2012 года в Нанкине была проведена международная конференция, посвящённая деятельности Перл Бак в Китае; к её началу было приурочено открытие памятника на территории кампуса Нанкинского университета и дома-музея, расположенного там же. События широко освещались прессой Китая, в том числе в газете «Жэньминь Жибао».
В 1983 году Почтовой службой США в серии «Великие американцы» была выпущена пятицентовая марка с портретом Перл Бак.
Крупнейшее архивное собрание бумаг и документов Перл Бак, накапливаемых с 1931 года, хранится в Международном центре имени Перл Бак. В 2005 году на средства William Penn Foundation все документы были помещены в бескислородную среду, с сохранением порядка, который поддерживался при жизни писательницы. В библиотеке Колумбийского университета хранятся машинописи текстов Перл Бак за 1932—1956 годы, некоторые с авторской правкой.

## Основные произведения

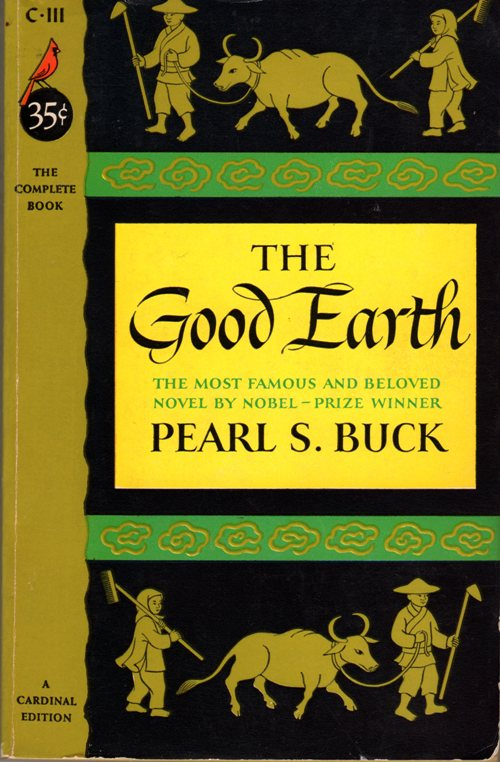
Обложка романа «Земля», издание Pocket Books — A Cardinal Edition, 1956

Произведения и классификация приводятся по библиографии Т. Харриса и П. Дойла.

### Публицистика
- China in the Mirror of her Fiction :  [англ.] // Pacific Affairs. — 1930. — Vol. 3, no. 2 (March). — P. 155—164. — JSTOR 2750144.
- Chinese Women: Their Predicament in the China of Today :  [англ.] // Pacific Affairs. — 1931. — Vol. 4, no. 10 (October). — P. 905—909. — JSTOR 2750494.
- China and the West :  [англ.] // The Annals of the American Academy of Political and Social Science. — 1933. — Vol. 168, American Policy in the Pacific (July). — P. 118—131. — JSTOR 1019043.
- Breaking the Barriers of Race Prejudice :  [англ.] // The Journal of Negro Education. — 1942. — Vol. 11, no. 4 (October). — P. 444—453. — JSTOR 2292684.

### Романы
- Восточный ветер, западный ветер[англ.], 1930
- Земля[англ.], 1931 (Пулитцеровская премия)
- Сыновья[англ.], 1933
- Разделённый дом[англ.], 1935
- Это гордое сердце (1938)
- Небо Китая[англ.], 1941
- Драконово семя[англ.], 1942
- Горожанин, 1945 (под псевдонимом Джон Седжес)
- Полёт в Китай, 1946 (печатался с продолжением в «Collier’s Weekly»)
- Женский павильон, 1946
- Алчная жена, 1947 (под псевдонимом Джон Седжес)
- Пион[англ.], 1948
- Божьи люди, 1951
- Приди, возлюбленная, 1953
- Женщина-император[англ.], 1956
- Дьявол не спит никогда (1962, экранизация[англ.], 1967)
- The Living Reed, 1963
- Смерть в замке, 1965
- Время — полдень (англ. The Time is Noon, 1966)
- Письмо из Пекина[англ.], 1967
- Три дочери мадам Лян (англ. The Three Daughters of Madame Liang, 1969)
- Мандала: роман об Индии, 1970

### Биографии и автобиографии
- Изгнание[англ.], 1936
- Ангел-воитель[англ.], 1936
- Ребёнок, который никогда не вырастет (англ. The Child Who Never Grew, 1950)
- My Several Worlds, 1954
- A Bridge For Passing, 1962

### Детские книги
- Юный революционер, 1932
- Буйволиные дети, 1943
- Большая волна[англ.], 1948
- Рождественское привидение, 1960
- Матфей, Лука, Марк и Иоанн, 1967

### Словарно-энциклопедические издания
- Bitonti T. S. Pearl S. Buck // Dictionary of Literary Biography. — Detroit, Mich : Thompson Gale, 2007. — Vol. 329: Nobel prize laureates in literature. Part 1: Agnon—Eucken. — P. 210—221. — xxvi, 563 p. — (A Bruccoli Clark Layman book). — ISBN 978-0-7876-8147-0.
- Bucknall B. J. Buck, Pearl S(ydenstricker) // American women writers : from colonial times to the present : a critical reference guide / editor: Taryn Benbow-Pfalzgraf. — Second ed. — Detroit : St. James Press, 2000. — Vol. 1. A—D. — P. 150—151. — xlvii, 320 p. — ISBN 1-55862-430-9.
- Cohen J. B. Buck, Pearl S. // Notable American women : the modern period : a biographical dictionary / edited by Laurie Champion ; Emmanuel S. Nelson, advisory editor. — Cambridge, Mass. : Belknap Press of Harvard University Press, 1980. — P. 116—119. — xxii, 773 p.
- Engar A. W. Pearl S. Buck (1892—1973) // American women writers, 1900—1945 : a bio-bibliographical critical sourcebook / edited by Laurie Champion ; Emmanuel S. Nelson. — Westport (Conn.) : Greenwood Press, 2000. — P. 55—60. — XIV, 407 p. — ISBN 0-313-30943-4.
- Гиленсон Б. Бак, Перл // Писатели США: Краткие творческие биографии / Сост. и общ. ред. Я. Засурского, Г. Злобина, Ю. Ковалёва. — М. : Радуга, 1990. — С. 23—25. — 624 с. — ISBN 5-05-002560-5.
- Копелев Л. З. Бак, Перл // Краткая литературная энциклопедия / Гл. ред. А. А. Сурков. — М. : Сов. энцикл., 1962. — Т. 1: Аарне — Гаврилов. — Стб. 410—411.
- Лауреаты Нобелевской премии : [В 2 кн.] / Редкол.: Губский Е. Ф. (отв. ред.) и др. ; Вступ. статьи О. Уитмена, К. Г. Бернхарда. — М. : Прогресс, 1992. — Кн. 1: А—Л. — XXXIV, 740 с. — ISBN 5-01-002539-6.

### Монографии и статьи на английском и китайском языках
- Beyond the good earth : transnational perspectives on Pearl S. Buck : Features papers from the Pearl S. Buck Living Gateway Conference, held on the WVU campus in Morgantown, West Virginia, September 11—13, 2016 / edited by Jay Cole and John Haddad. — Morgantown : West Virginia University Press, 2019. — 197 p. — ISBN 978-1-946684-77-6.
- Conn P. Pearl S. Buck: A Cultural Biography. — Cambridge University Press, 1996. — xxvi, 468 p. — ISBN 0-521-56080-2.
- Dhanalakshmi R. Racism and gender issues embedded in the works of Pearl S. Buck : Thesis Submitted for the degree of Doctor of Philosophy (Ph. D). — Kodaikanal : Mother Teresa Women's University[англ.], 2010. — v, 259 p.
- Doyle P. A. Pearl S. Buck: Rev. ed. — Boston : Twayne Publishers, A Division of G. K. Hall & Co, 1980. — 179 с. — (Twayne's United States authors series, 85). — ISBN 0-8057-7325-8.
- Finger S. and Christ S. E. Pearl S. Buck and Phenylketonuria // Journal of the History of the Neurosciences. — 2004. — Vol. 13, no. 1. — P. 44—57. — doi:10.1080/09647040490885484.
- Goodwin M. A. Homes Away From Home: The Intimate Geographies of Pearl Buck, Elizabeth Bishop and Gertrude Stein : A Dissertation presented… for the Degree of Doctor of Philosophy. — University of Virginia, 2007. — v, 217 p.
- Harris T. F. Pearl S. Buck: a Biography : in consultation with Pearl S. Buck. — New York : The John Day Company, 1969. — 381 p.
- Hunt M. H. Pearl Buck — Popular Expert on China, 1931—1949 :  [англ.] // Modern China. — 1977. — Vol. 3, no. 1 (January). — P. 33—64. — JSTOR 188911.
- Kang Liao. Buck: A Cultural Bridge Across the Pacific : Dissertation... for The Degree of Doctor of Philosophy. — Morgantown : West Virginia University, 1995. — v, 253 p.
- Lan H. R. Reviewed Work: Pearl S. Buck: A Cultural Biography by Peter Conn // China Review International. — 1998. — Vol. 5, no. 1. — P. 99—109. — JSTOR 23729317.
- Leong K. J. The China mystique : Pearl S. Buck, Anna May Wong, Mayling Soong, and the transformation of American Orientalism. — Berkeley : University of California Press, 2005. — x, 236 p. — ISBN 0520244222.
- Ma Ruiqi. All Under Heaven: The Portrayal of Chinese Women in Pearl S. Buck’s Writing : A Dissertation submitted… for the degree of Doctor of Philosophy. — Riverside : Univ. of California, 2003. — vii, 253 p.
- Nair N. Gender, economic agency, and social class: A rhetorical analysis of Pearl Buck's The House of Earth Trilogy through the dramatistic pentad of Kenneth Burke : A dissertation submitted... for the degree of Doctor of Philosophy. — Denton : Texas Woman's University, 2018. — vii, 178 p.
- Rachman S. Pearl S. Buck in Literary History :  [англ.] // Литература двух Америк. — 2017. — № 2. — С. 8—42. — doi:10.22455/2541-7894-2017-2-8-42.
- Shaffer R. Pearl S. Buck and the American Internationalist Tradition : A Dissertation… for the degree of Doctor of Philosophy. — New Brunswick, New Jersey : The State University of New Jersey, 2003. — viii, 912 p.
- Shaffer R. Feminist Novels in a "Non-Feminist" Age: Pearl S. Buck on Asian and American Women // Journal of Transnational American Studies. — 2016. — Vol. 7, no. 1. — P. 1—26.
- Sherk W. Pearl S. Buck : good earth mother / foreword by Julie Nixon Eisenhower. — Philomath, Or. : Drift Creek Press, 1992. — xvi, 232 p. — ISBN 0-9626441-3-7.
- Spurling H. Pearl Buck in China : journey to the good earth. — New York : Simon & Schuster, 2010. — xii, 304 p. — ISBN 978-1-4165-4042-7.
- Stirling N. B. Pearl Buck, a woman in conflict. — Piscataway, N. J. : New Century Publishers, Inc., 1983. — x, 357 p. — ISBN 0-8329-0261-6.
- Yoder J. D. Pearl Buck's living legacy : the Welcome House story. — Second ed. — Morgantown, PA : Masthof Press, 2008. — xv, 172 с. — ISBN 9781883294854.
- Zhuang Huaping. Pearl S. Buck's Translation of All Men are Brothers and Her Revolt against the West :  [кит.] // Journal of Zhejiang University (Humanities and Social Sciences). — 2010年. — Vol. 40, no. 6. — P. 114—124. — Ориг.: 庄华萍. 赛珍珠的代水浒传分翻译及其对西方的叛逆//浙江大学学报(人文社会科学版). 2010 年11 月. 第40 卷第6 期. 页 114—124. — doi:10.3785/j.i55n.1008-942X.2010.04.291.

### Монографии и статьи на русском языке
- Безрук Ю. Л. Творчество Перл Бак 1920-х — начала 1930-х годов : Жанр, стиль, метод : автореферат диссертации … кандидата филологических наук : 10.01.05. — М., 1997. — 16 с.
- Гиленсон Б. Китайские годы Перл Бак // Перл Бак. Чужие края. — М. : Панорама, 1997. — С. 426—439. — 448 с. — (Лауреаты Нобелевской премии). — ISBN 5-85220-473-0.
- Илюкович А. М. Согласно завещанию. Заметки о лауреатах Нобелевской премии по литературе. — М. : Книжная палата, 1992. — 560 с. — (Популярная библиотека). — ISBN 5-7000-0293-6.
- Крупская Н. К. Художественную литературу на службу интернациональному воспитанию широких масс колхозников (Перл Бак. Земля. Пер. с англ. С предисловием С. Третьякова. М.: ГИХЛ, 1934) // Педагогические сочинения в 10 т. — М. : Изд. Акад. пед. наук, 1960. — Т. 8: Библиотечное дело. Избы-читальни, клубные учреждения. Музеи. — С. 508—515. — 760 с.
- Лёнина Д. А. Национальные стереотипы в романах П. Бак «Восточный ветер, западный ветер» и «Павильон женщин» // Вестник Нижегородского университета им. Н. И. Лобачевского. — 2018. — № 2. — С. 238–245.
- Лёнина Д. А. Религиозно-философский компонент образа Китая в романах П. Бак // Известия Волгоградского государственного педагогического университета. — 2018. — № 2 (125). — С. 170—177.
- Лёнина Д. А. Образ Китая в творчестве Перл Бак : Диссертация… кандидата филологических наук. — Нижний Новгород, 2020. — 233 с.
- Панова О. Перл С. Бак и СССР // Литература двух Америк. — 2017. — № 2. — С. 43—78. — doi:10.22455/2541-7894-2017-2-43-78.